# Seconda guerra d'indipendenza italiana
La seconda guerra d'indipendenza italiana fu un episodio del Risorgimento. Fu combattuta dalla Francia e dal Regno di Sardegna contro l'Austria dal 27 aprile al 12 luglio 1859.
La guerra ebbe come prologo gli accordi di Plombières del 21 luglio 1858 e l'alleanza sardo-francese del gennaio 1859 con i quali il Regno di Sardegna e la Francia prepararono la guerra all'Austria.
Si aprì nell'aprile 1859 con l'attacco dell'Austria al Regno di Sardegna che non aveva accettato di smobilitare l'esercito. Proseguì con una serie di vittorie militari dei sardo-francesi, fra le quali la battaglia di Magenta e quella di Solferino e San Martino. Si concluse con l'armistizio di Villafranca (11-12 luglio 1859) e la sconfitta dell'Austria che fu costretta a cedere alla Francia la Lombardia, girata poi al Regno di Sardegna.
La guerra ebbe come effetto il declino del sistema di ingerenze politiche dell'Austria in Italia stabilito dal congresso di Vienna. Come conseguenze portò all'annessione da parte del Regno di Sardegna, oltre che della Lombardia, anche dei territori (Toscana, Parma, Modena e Romagna pontificia) le cui autorità lasciarono il potere a governi provvisori filopiemontesi. Determinò inoltre la fase più incisiva del Risorgimento (spedizione dei Mille e campagna piemontese in Italia centrale), al termine della quale si ebbe la formazione del Regno d'Italia (1861).

## Dalla prima alla seconda guerra di indipendenza

La suddivisione politica dell'Italia allo scoppio della seconda guerra di indipendenza (Lucca era stata annessa al Granducato di Toscana nel 1847).

Nel 1849 il Regno di Sardegna subì dall'Austria una dura sconfitta nella prima guerra d'indipendenza italiana. Il re piemontese Carlo Alberto di Savoia abdicò allora in favore del figlio che divenne monarca del Regno di Sardegna con il nome di Vittorio Emanuele II. Quest'ultimo, per rimediare alla precaria situazione economica dello Stato, nel 1852 diede l'incarico di formare un nuovo esecutivo al conte Camillo Benso di Cavour che aveva ricoperto con successo ruoli governativi nei ministeri economici.
Cavour, di formazione europea, liberale e antiaustriaco, colse l'occasione della guerra scoppiata in Crimea fra Gran Bretagna, Francia e Impero ottomano da un lato e Russia dall'altro, per appoggiare militarmente lo schieramento alleato (1855). Dopo la vittoria della coalizione egli presentò al tavolo del congresso di Parigi (1856) il Regno di Sardegna quale punto di riferimento del movimento liberale in Italia.
L'intervento nella Guerra di Crimea avvicinò il Regno di Sardegna soprattutto alla Francia che era governata da Napoleone III, un uomo che aspirava ad aumentare la sua influenza in Italia. Accomunati dal desiderio di vedere l'Austria fuori dai confini italiani, Cavour e Napoleone III si incontrarono segretamente il 21 luglio 1858 a Plombières dove posero le basi per la successiva alleanza sardo-francese che fu conclusa nel gennaio 1859. Questo accordo prevedeva a breve una guerra comune contro l'Austria e stabiliva, in caso di vittoria, il passaggio del Lombardo-Veneto a Vittorio Emanuele II, che in cambio avrebbe ceduto Nizza e Savoia a Napoleone III. Era però un accordo difensivo e sarebbe scattato solo in caso di aggressione dell'Austria al Regno di Sardegna.
A Vienna l'incontro di Plombières (di cui era trapelato qualcosa) assunse un significato minaccioso, così come le enigmatiche parole pronunciate il 1º gennaio 1859 da Napoleone III all'ambasciatore austriaco: «A me duole che le nostre relazioni non siano più così buone come io desideri che fossero […]». Ad aprire la crisi fu però il discorso di Vittorio Emanuele II al parlamento piemontese nove giorni dopo: «Noi non possiamo restare insensibili al grido di dolore che da tante parti d'Italia si leva verso di noi!». Con esplicito riferimento al Lombardo-Veneto, nel quale andava crescendo l'agitazione dell'opinione pubblica patriottica. Prudentemente, ai primi di gennaio, il governo austriaco rafforzò la 2ª Armata nel nord Italia con l'invio del 3º Corpo.

### La crisi internazionale del 1859

Cavour ottenne l'alleanza della Francia per una guerra contro l'Austria.

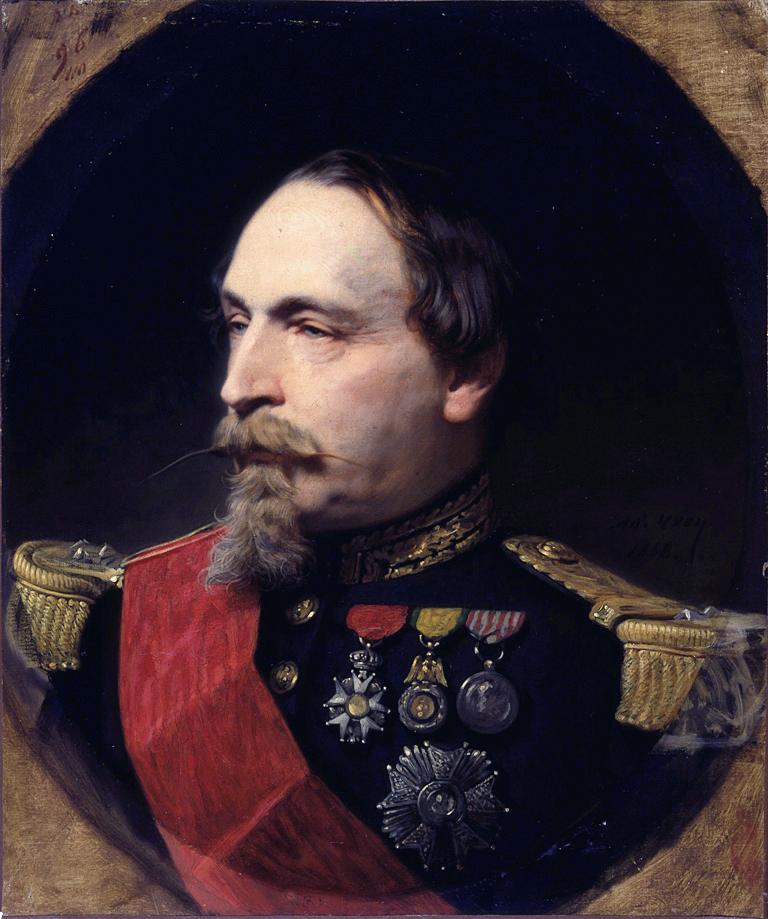
Napoleone III di Francia si servì della guerra contro l'Austria per tentare di aumentare la sua influenza in Italia.

A preoccupare l'Austria, e in maniera minore la Gran Bretagna, era anche un certo accostamento della Francia alla Russia. Tale avvicinamento portò Londra a prendere le difese di Vienna soprattutto dopo il discorso di Vittorio Emanuele II che, grazie al coordinamento della Società Nazionale, aveva provocato un afflusso di volontari verso il Piemonte da ogni regione d'Italia. Fatto sta che mentre il governo austriaco rafforzava la 2ª Armata anche con il 2º Corpo, il governo piemontese, il 9 marzo 1859, annunciava il richiamo dal congedo dei contingenti di cinque classi. Inoltre, quattro giorni prima, l'organo ufficiale del governo francese, il giornale Le Moniteur, aveva rivelato l'esistenza dell'alleanza sardo-francese, chiarendo che Napoleone III si era impegnato a proteggere il Regno di Sardegna da un eventuale attacco dell'Austria.
Tutto sembrava procedere verso la guerra quando, il 18 marzo 1859, la Russia avanzò la proposta di una conferenza per dirimere la questione italiana alla quale invitò Francia, Austria, Gran Bretagna e Prussia, ma non il Regno di Sardegna. La Francia rispose positivamente, disorientando Cavour che il 26 giunse a Parigi allo scopo di convincere Napoleone III a rifiutare il congresso. Una conferenza avrebbe infatti visto sfumare la prospettiva del Regno di Sardegna di espandersi a tutto il Lombardo-Veneto così come previsto dall'alleanza sardo-francese. Ma Cavour trovò l'imperatore francese sotto l'influenza del ministro degli Esteri Alexandre Walewski fermamente contrario alla guerra.
Nei giorni seguenti, le trattative fra le diplomazie proseguirono con il Piemonte fermo a non disarmare poiché gli era impedito di partecipare al congresso, e l'Austria disposta a parteciparvi, ma alla condizione che il Piemonte ne fosse escluso e avesse disarmato. Intanto andava prendendo piede l'ipotesi di un disarmo preventivo generale di Francia e Austria al quale avrebbe dovuto aderire anche il Piemonte. Alla fine il ministro degli Esteri britannico James Malmesbury fece la proposta per una commissione di sei membri, di cui uno piemontese e uno per ciascuna delle grandi potenze, che regolasse il disarmo generale. Secondo la proposta, inoltre, la conferenza si sarebbe riunita subito, ammettendo in un secondo tempo i rappresentanti degli Stati italiani, fra cui quello del Regno di Sardegna.
Ottenendo la partecipazione al congresso, a Cavour parve difficile rifiutare di partecipare alla smobilitazione generale. Il 19 aprile 1859 due diplomatici francesi gli consegnarono l'intimazione del governo francese ad aderire al disarmo generale con ammissione al congresso per discuterne l'esecuzione. Con tutti gli altri membri del governo piemontese disponibili al congresso, al quale aveva dato parere favorevole anche l'ex presidente del Consiglio Massimo d'Azeglio (a Londra per le trattative) e il re Vittorio Emanuele II, Cavour cedette e acconsentì al disarmo preliminare.

### L'ultimatum dell'Austria

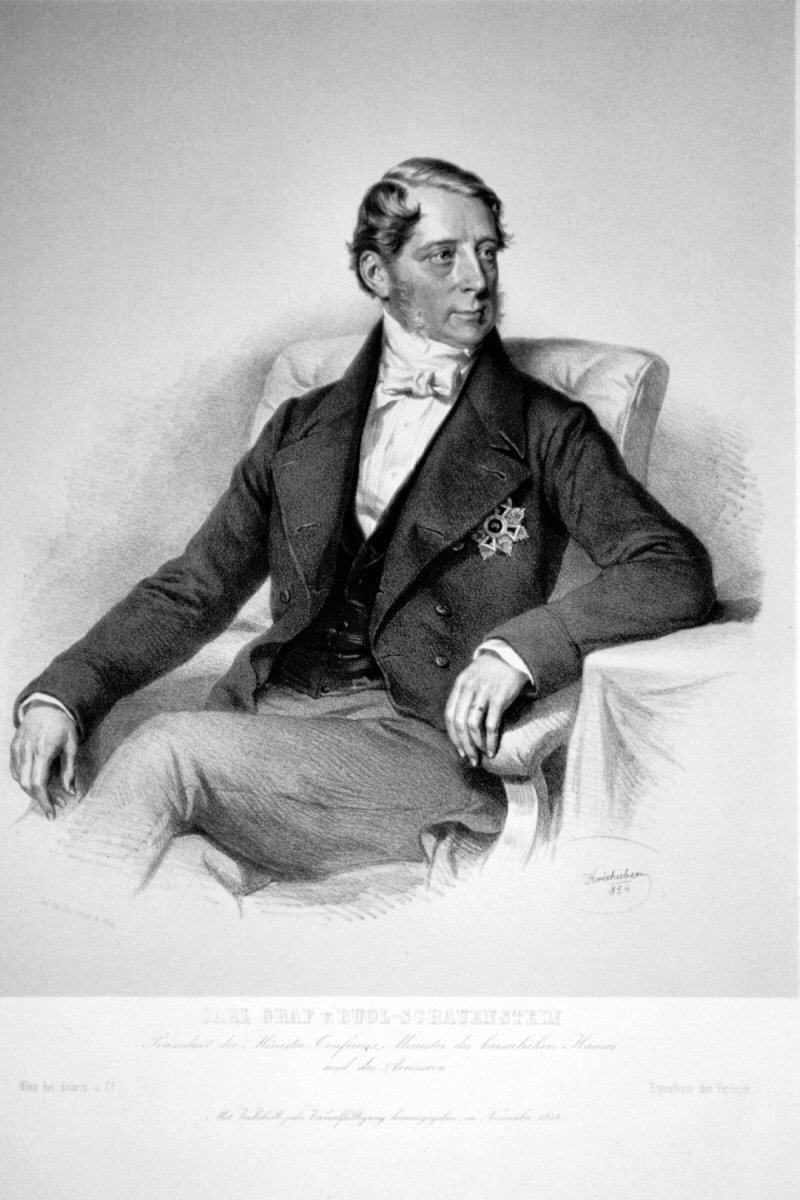
Il ministro degli Esteri austriaco Karl Buol si illuse di ottenere durante la guerra l'appoggio militare della Prussia.

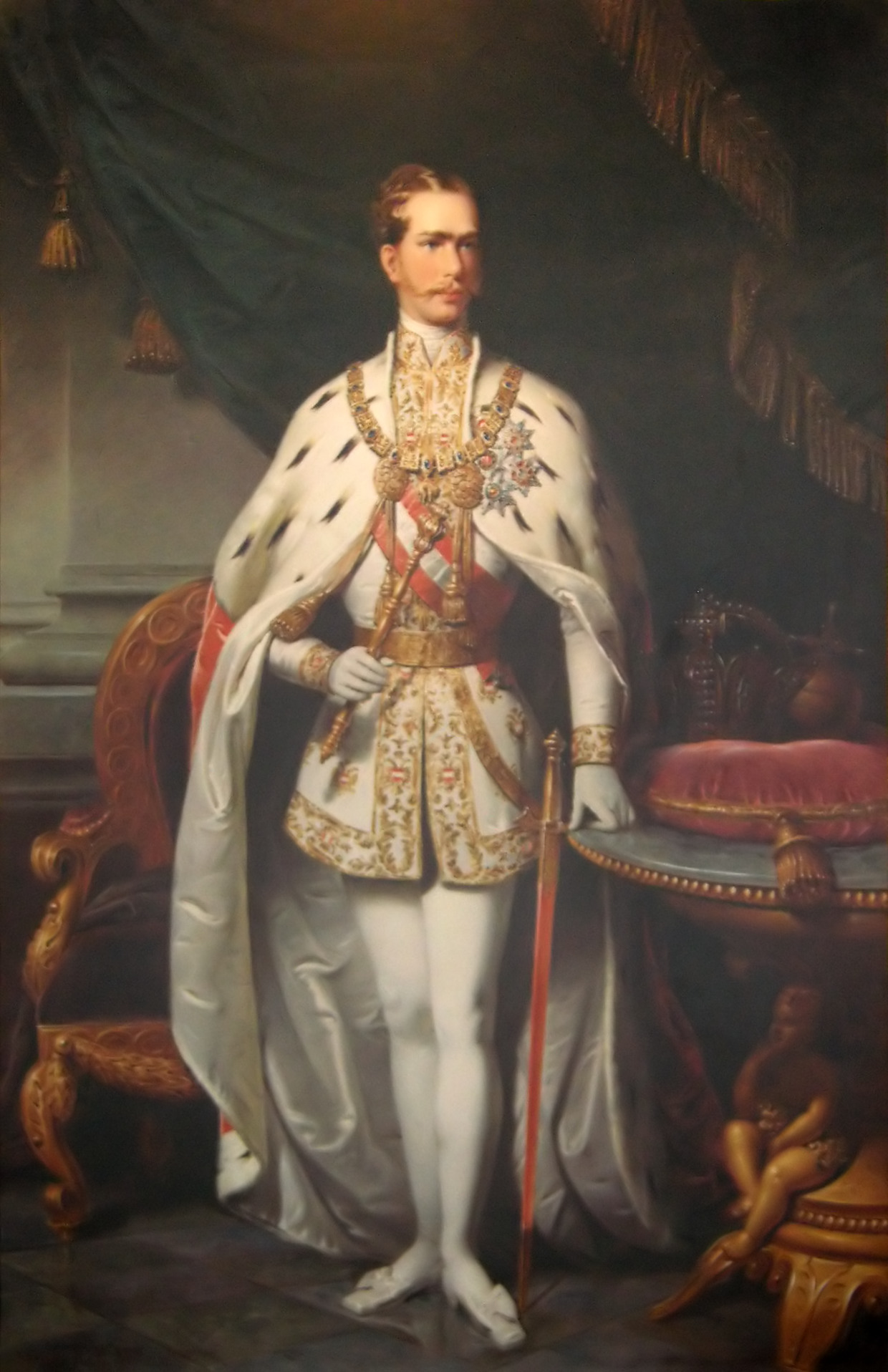
Il senso dell'onore di Francesco Giuseppe fu una delle cause del precipitare della crisi verso la guerra.

Informato da Malmesbury dell'apertura piemontese, il ministro degli Esteri austriaco Karl Buol dichiarò che non avrebbe ammesso alcuna forma di partecipazione del Regno di Sardegna al congresso e fece sapere che la sera del 19 aprile aveva inviato a Cavour l'intimazione di disarmare entro tre giorni dal ricevimento della sua lettera. Era l'ultimatum in cui Cavour non sperava più.
A spingere l'Austria sulla via della guerra contribuì la persuasione che la questione italiana poteva essere risolta solo dal ritiro politico di Cavour e ciò si sarebbe potuto ottenere con una sconfitta piemontese. Inoltre la corte di Vienna considerò impensabile che in caso di una guerra contro la Francia, la Prussia (membro della Confederazione germanica come l'Austria) non sarebbe intervenuta al suo fianco. Fra gli altri fattori v'era poi l'imperatore Francesco Giuseppe il cui senso dell'onore gli impedì di tollerare oltre le provocazioni di Napoleone III e dei suoi complici, fra i quali egli annoverava non solo Cavour ma anche Garibaldi. Infine, la difficile situazione finanziaria della monarchia che non consentiva di sostenere a lungo un così elevato livello di mobilitazione dell'esercito.
Avvisato da Walewski dell'imminente arrivo dell'ultimatum austriaco, Cavour chiese per il 23 aprile la convocazione della Camera per l'approvazione di un disegno di legge che concedesse, in caso di guerra, i pieni poteri al re. La legge fu approvata con 110 voti favorevoli, 24 contrari e 2 astenuti in un'atmosfera di entusiasmo. Lo stesso 23 aprile 1859, alle 17:30, due diplomatici austriaci consegnarono a Cavour l'ultimatum.
D'intesa con il governo francese, il presidente del Consiglio piemontese diede la sua risposta solo allo scadere del termine, di modo da guadagnare tempo a vantaggio delle truppe francesi che già affluivano in Savoia. Quando fu consegnata, alle 17:30 del 26 aprile, la risposta rinviava all'assenso del Piemonte alla proposta inglese di cui sopra, accettata dalle altre potenze e rifiutata solo dall'Austria, facendo ricadere su quest'ultima la responsabilità delle conseguenze. Nelle stesse ore a Vienna l'ambasciatore francese François-Adolphe de Bourqueney dichiarava che il suo governo avrebbe considerato causa di guerra il passaggio del Ticino (il fiume che segnava il confine tra il Regno di Sardegna e il Lombardo-Veneto) da parte dell'esercito austriaco.
Il giorno dopo, la conferenza ministeriale austriaca giudicò la risposta di Cavour insoddisfacente e dispose l'invio al comandante della 2ª Armata nel Lombardo-Veneto, maresciallo Ferenc Gyulay, l'ordine di iniziare immediatamente le operazioni contro il Regno di Sardegna e i francesi.

## Le forze in campo

### L'esercito piemontese

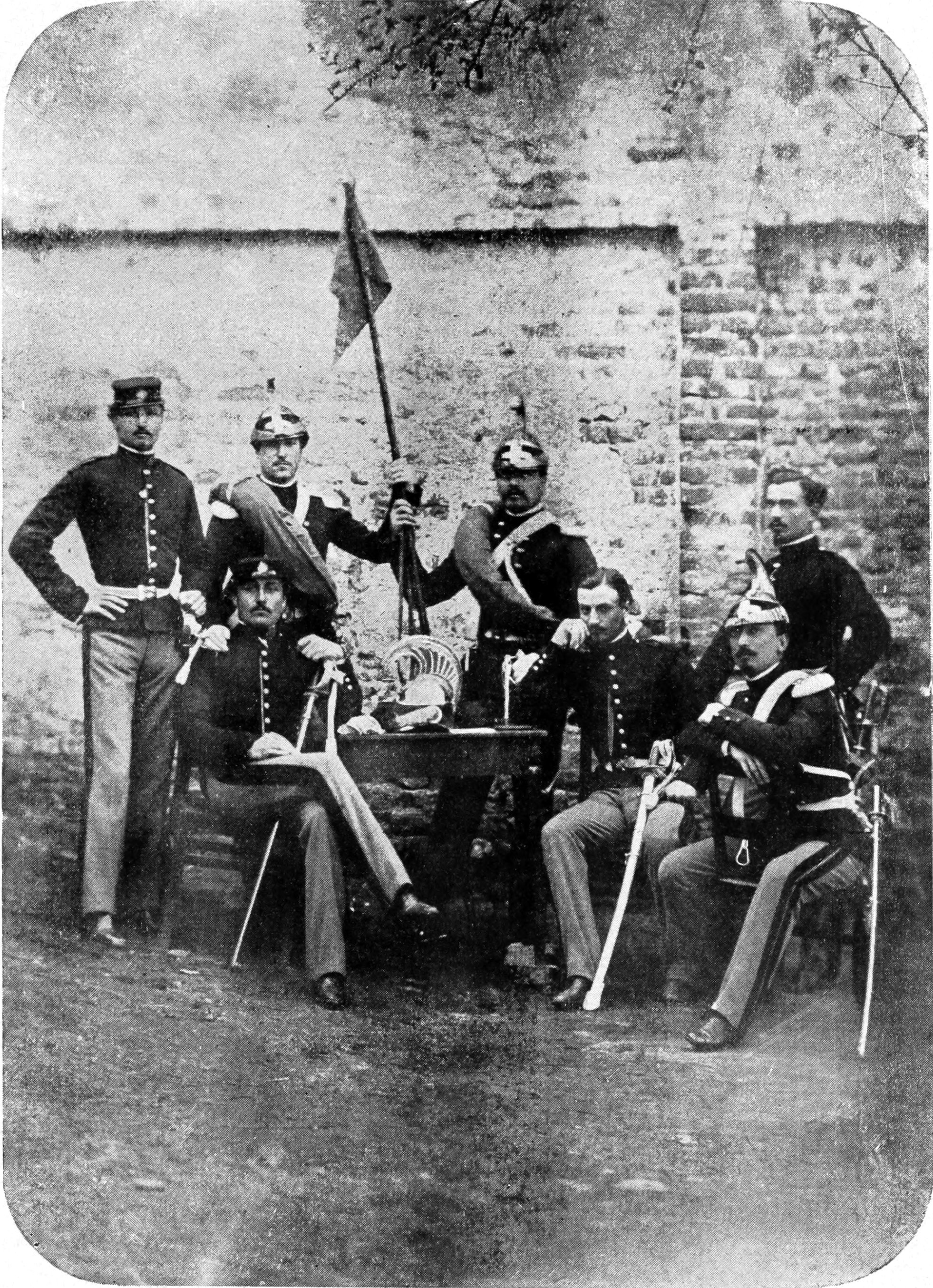
Cavalleggeri del Reggimento Piemonte Reale fotografati nel febbraio 1859.

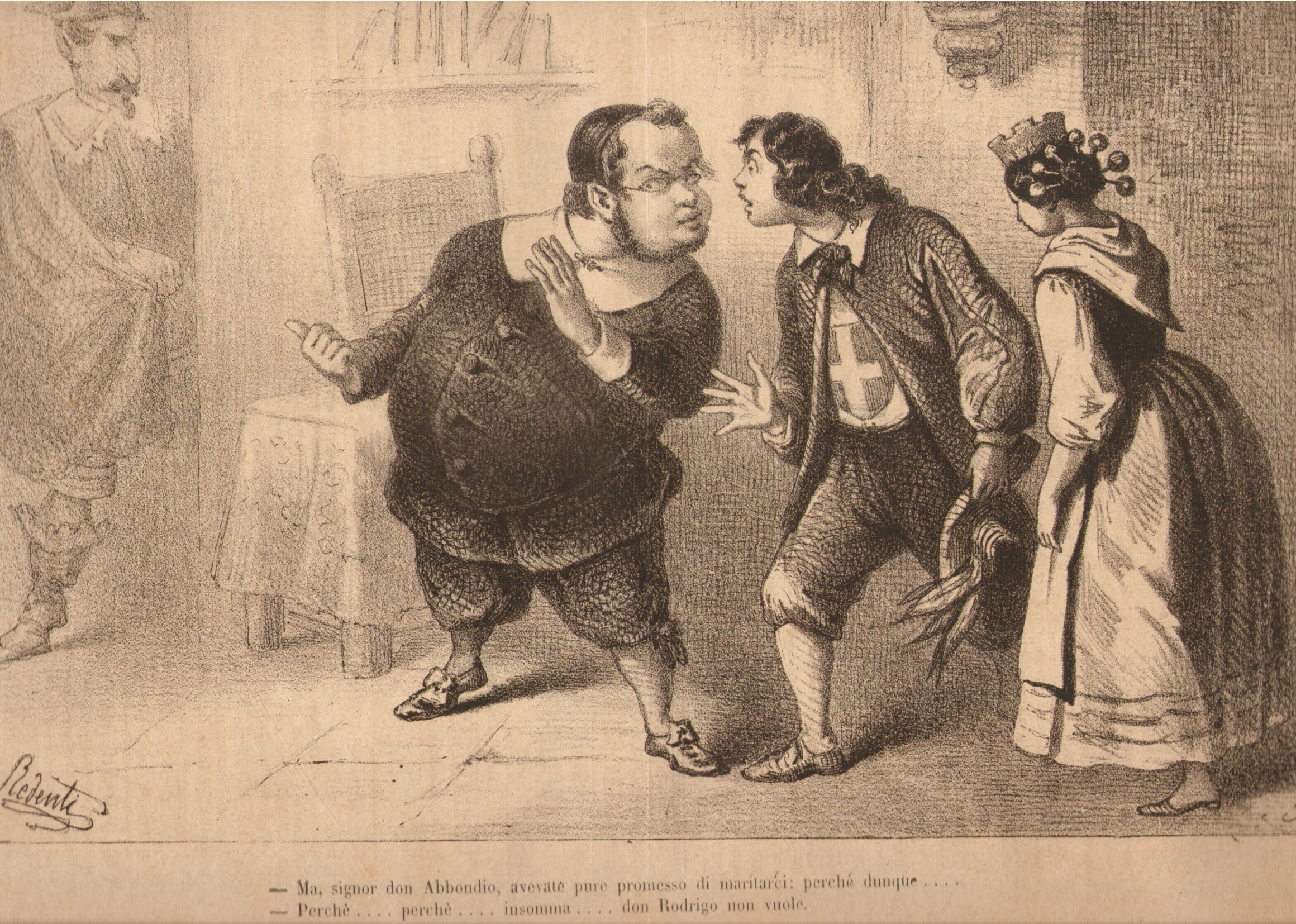
Fino al 1859 la satira piemontese vedeva in Napoleone III un freno al processo di unità nazionale. Qui la situazione è vista attraverso I promessi sposi, dove Don Abbondio è Cavour, Renzo è il Piemonte, Lucia è l'Italia e Don Rodrigo è Napoleone III.

Durante il periodo fra la prima e la seconda guerra di indipendenza l'esercito piemontese aveva subito un processo di ammodernamento che ne fece, da armata di quantità, una di qualità. Al termine del processo sia la fanteria che la cavalleria risultarono meno numerose e più agili. La prima si arricchì di bersaglieri e cacciatori e la seconda risultò più leggera e mobile. Venne inoltre rafforzata l'artiglieria e le truppe del genio. Al posto degli 80000 uomini a pieno regime del vecchio esercito, l'armata sabauda ora ne schierava circa 65000, compresi i volontari.
Questi ultimi erano affluiti copiosi da tutta Italia dopo il discorso di Vittorio Emanuele II del 10 gennaio 1859, raggiungendo, il 25 marzo, la cifra di oltre 19000 unità. Così come previsto dall'alleanza, per volere di Napoleone III, della diplomazia europea e della stessa classe dirigente piemontese questi volontari furono inquadrati nell'esercito piemontese. Si evitò così di cominciare una guerra che avesse una parvenza di insurrezione rivoluzionaria.
Pertanto, con un decreto del 25 aprile 1859, Giuseppe Garibaldi venne nominato generale, e lui e i suoi Cacciatori delle Alpi confluirono nell'esercito piemontese. Nonostante i volontari, però, il ministro della Guerra Alfonso La Marmora non riuscì a mettere insieme i 100000 italiani in armi previsti dal trattato di alleanza sardo-francese. Egli poté raccogliere solo una forza di 65000 uomini, di 5000 cavalli e 142 cannoni divisi in cinque divisioni di fanteria e una di cavalleria.
Oltre ai Cacciatori delle Alpi (che costituivano una forza pari ad una brigata), l'esercito piemontese alla vigilia della guerra vedeva questi comandanti e queste unità schierate: comandante in capo Vittorio Emanuele II (ma alla confluenza con il corpo di spedizione francese il comando sarebbe passato a Napoleone III così come previsto dal trattato di alleanza); capo di stato maggiore Enrico Morozzo Della Rocca, ministro della Guerra al campo Alfonso La Marmora.
- 1ª Divisione, generale Angelo Bongiovanni di Castelborgo;
- 2ª Divisione, generale Manfredo Fanti;
- 3ª Divisione, generale Giovanni Durando;
- 4ª Divisione, generale Enrico Cialdini;
- 5ª Divisione, generale Domenico Cucchiari;
- Divisione di Cavalleria, generale Callisto Bertone di Sambuy[26].

### L'esercito francese

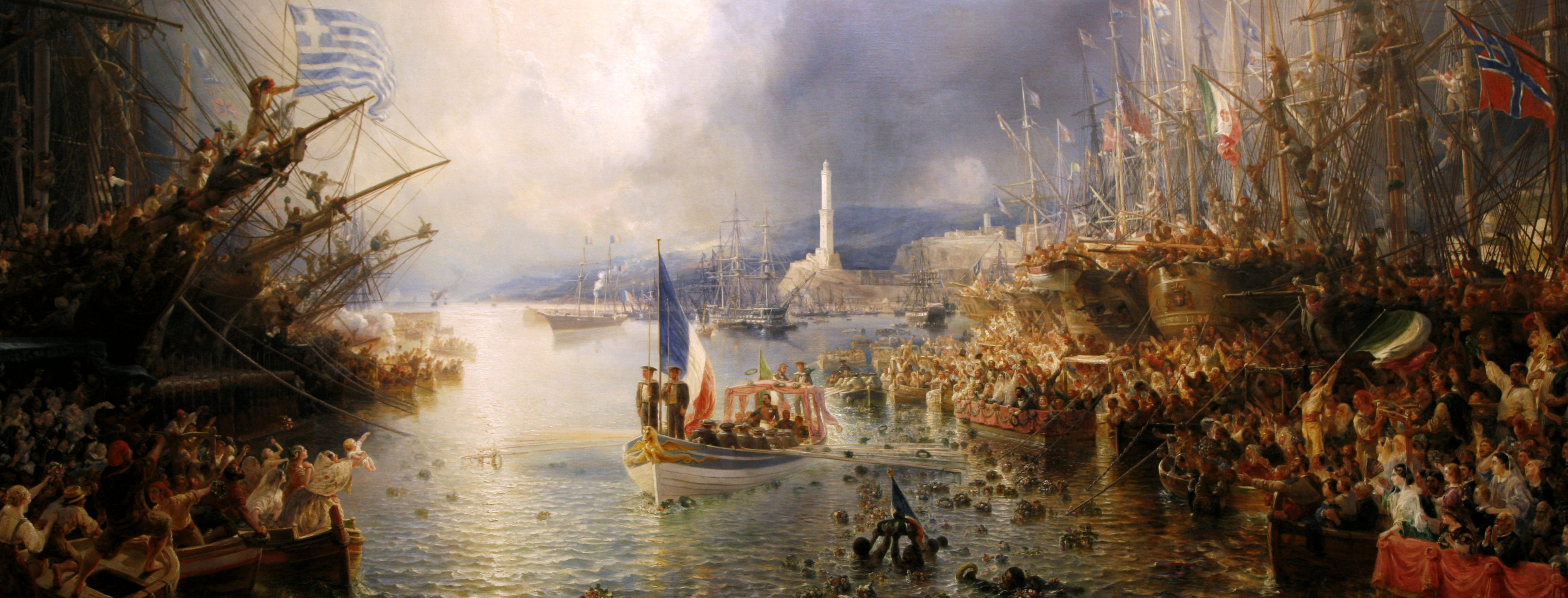
Napoleone III sbarca a Genova per prendere il comando dell'esercito sardo-francese. Il dipinto allegorizza l'evento presentando l'imperatore francese come il difensore della libertà dei popoli.

In Francia la mobilitazione iniziò tardi e andò avanti con lentezza per l'ostilità dell'opinione pubblica. Fu costituito un corpo di spedizione diviso in sei corpi d'armata. Le fonti riportano varie cifre sulla consistenza del contingente: si va dai 110000 uomini, 11000 cavalli e 360 cannoni ai 165000 uomini, di cui 10000 della cavalleria, e 20000 cavalli. Inoltre Napoleone III fece giungere a Genova anche cinque cannoniere a vapore destinate a operare lungo il Po e i maggiori fiumi dell'Italia settentrionale, ma che non furono poi impiegate in azione. Neanche la Francia, quindi, raggiunse il livello di effettivi previsto dal trattato di alleanza, che era di 200000 soldati. Al di là delle cifre, questa era la composizione del corpo di spedizione: comandante in capo Napoleone III (che avrebbe assunto anche il comando dell'esercito piemontese); capo di stato maggiore maresciallo Jean Baptiste Vaillant;
- Guardia Imperiale, generale Auguste Regnault (o Regnaud o Regnauld);
- 1º Corpo di linea, maresciallo Achille Baraguey d'Hilliers;
- 2º Corpo di linea, generale Patrice de Mac-Mahon;
- 3º Corpo di linea, maresciallo François Certain de Canrobert;
- 4º Corpo di linea, generale Adolphe Niel;
- 5º Corpo di linea, principe Napoleone[31].

All'inizio delle ostilità nessuna di queste unità era pronta sul teatro delle operazioni. Esse stavano affluendo lentamente attraverso le Alpi o via mare.

### L'esercito austriaco

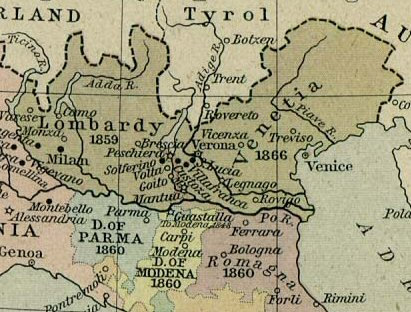
Il Regno austriaco del Lombardo-Veneto, teatro delle operazioni della seconda guerra di indipendenza.

La 2ª Armata dell'esercito austriaco era invece pronta a prendere l'offensiva e si trovava in forte superiorità numerica di fronte all'esercito piemontese. Si trattava di 5 corpi d'armata più 2 in arrivo. Altri 2 corpi e due divisioni autonome si sarebbero ancora aggiunte successivamente. Le forze austriache nel Lombardo-Veneto si possono stimare in 110000 uomini circa all'inizio delle ostilità con 44000 uomini di rinforzo e altri 64000 che avrebbero raggiunto la prima linea durante la guerra. Inizialmente la 2ª Armata era così composta: comandante in capo maresciallo Ferenc Gyulay; capo di stato maggiore colonnello Franz Kuhn von Kuhnenfeld;
- 2º Corpo d'armata, maresciallo Edoardo Francesco del Liechtenstein;
- 3º Corpo d'armata, maresciallo Edmund Leopold von Schwarzenberg;
- 5º Corpo d'armata, maresciallo Philipp Franz von Stadion;
- 7º Corpo d'armata, maresciallo Friedrich Zobel;
- 8º Corpo d'armata, maresciallo Ludwig von Benedek.

In arrivo sul teatro delle operazioni:
- 1º Corpo d'armata (già alle porte del Veneto), maresciallo Eduard Clam-Gallas;
- 9º Corpo d'armata (più lontano del 1º Corpo), maresciallo Johann Franz Schaaffgotsche (o Schaffgotsche) von Kynast[32][34]

## I piemontesi soli (27 aprile-10 maggio 1859)

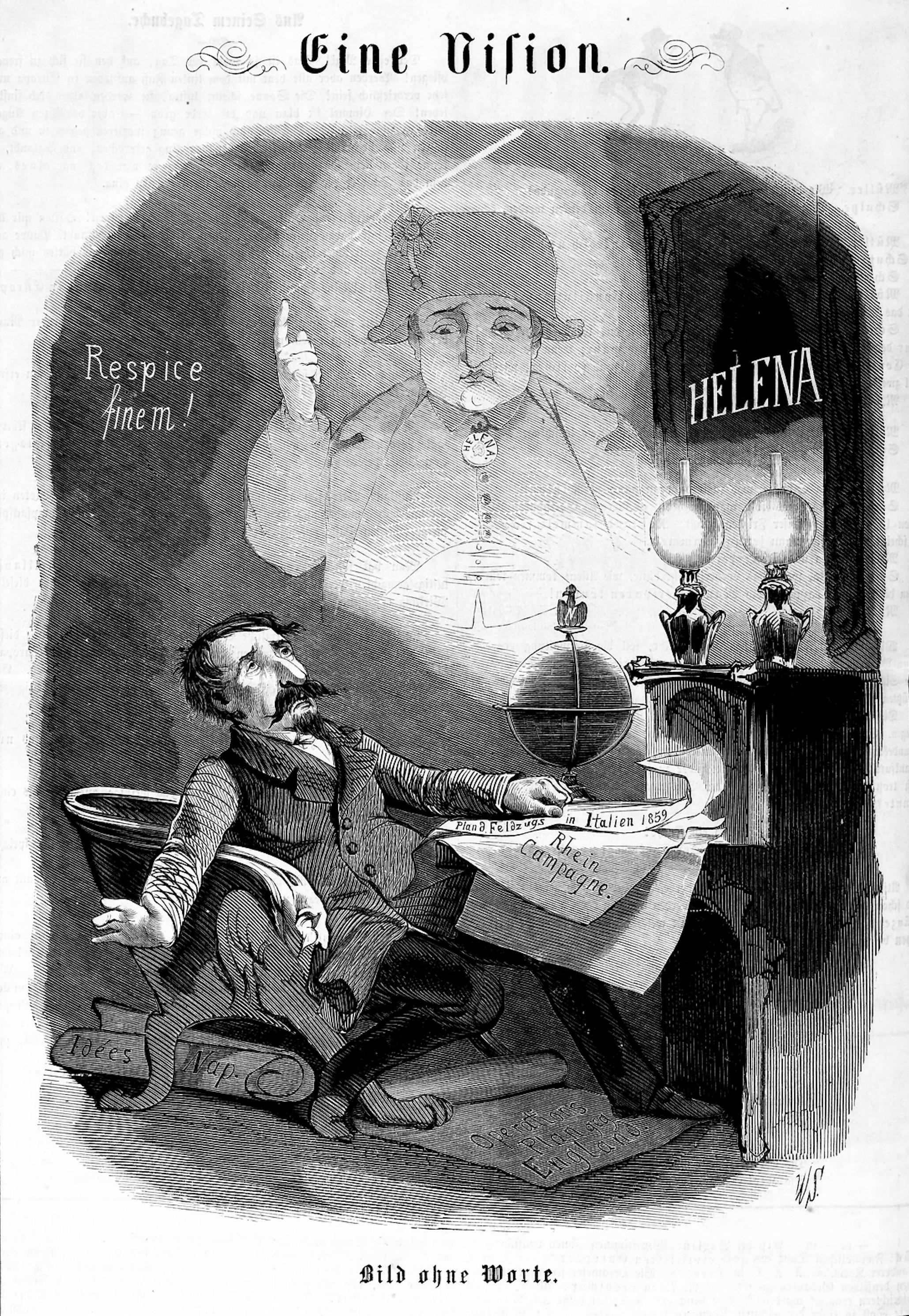
Caricatura sul Kladderadatsch. 1859: Napoleone III che si accinge alla Campagna d'Italia e progetta una Campagna del Reno. Gli compare lo spirito dello zio Napoleone Bonaparte da Sant'Elena che lo ammonisce con un Respice finem! (Attento alle conseguenze).

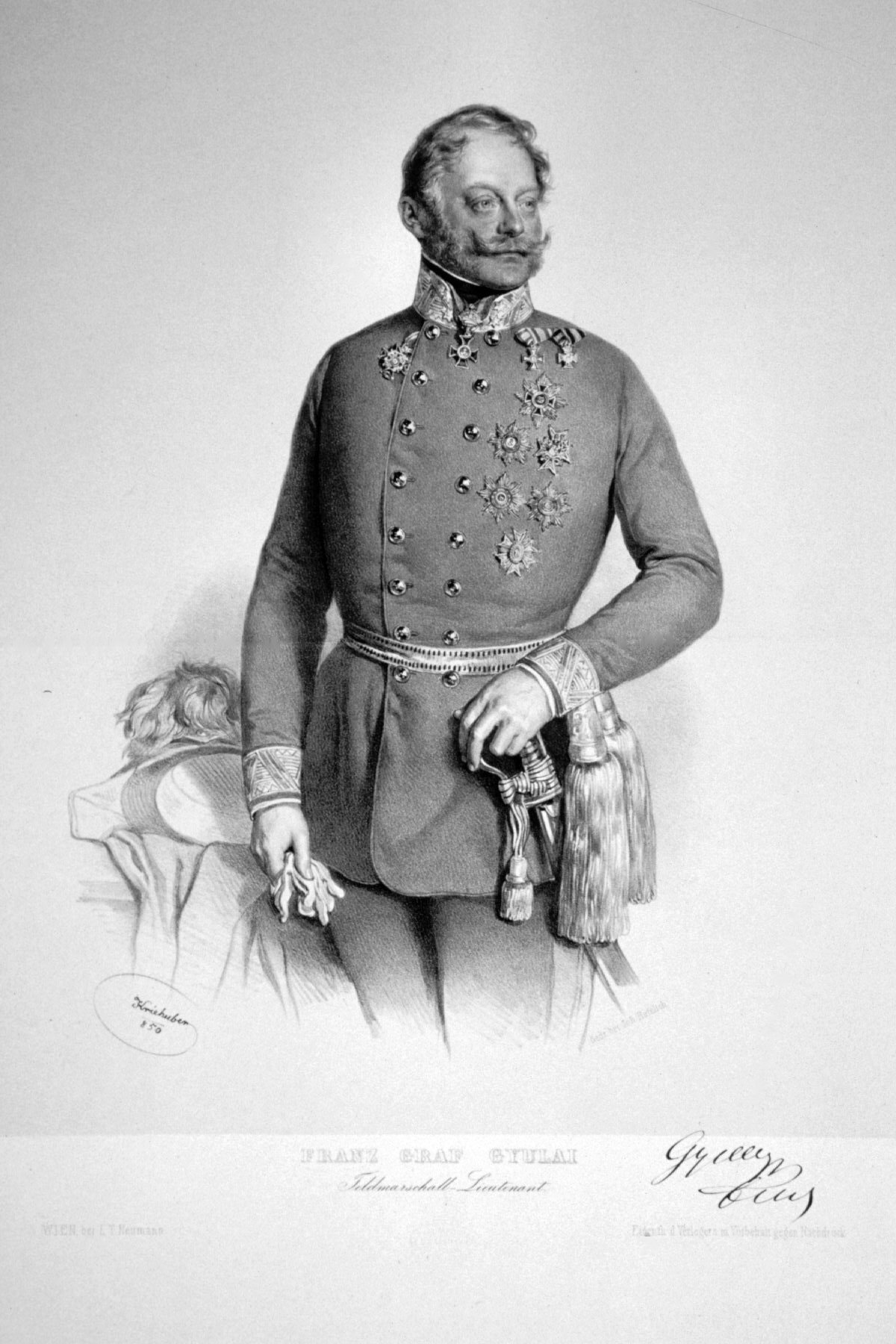
Il comandante della 2ª Armata austriaca Ferenc Gyulay

L'ultimatum dell'Austria consegnato a Cavour il pomeriggio del 23 aprile 1859 portò ad una brusca interruzione delle trattative che sfociò nella guerra. Tuttavia l'esercito austriaco non si mosse. Il 27 aprile, all'aprirsi delle ostilità, la 2ª Armata si trovava concentrata con i suoi 5 corpi nel basso Ticino, fra Bereguardo e Pavia, e a fronteggiarla non si trovavano che 6 divisioni piemontesi, con il grosso delle truppe fra Alessandria e Valenza, sulla sponda destra del Po.
Sebbene in posizione così favorevole, la maggior parte degli austriaci non entrò in Piemonte che il 30 aprile. Il maresciallo Gyulay pensava infatti che il miglior modo per condurre la guerra fosse quello di attendere gli altri corpi d'armata previsti (2 in arrivo più altri 2) e solo allora prendere l'offensiva. L’avanzata su Torino cominciò solo la mattina del 7 maggio. Essa fu condotta dal 7º Corpo d'armata che avanzò verso ovest, oltre la Sesia, dopo aver occupato Vercelli. L'esercito piemontese rimase invece sulle sue posizioni a sud-est dell'avanguardia austriaca, mentre il 3º e il 4º corpo francesi erano in movimento verso Alessandria per unirsi alle forze sabaude.
Le truppe di Napoleone III arrivavano in Piemonte o attraversando il passo del Moncenisio a piedi fino a Susa dove la ferrovia le trasportava a Torino e da lì ad Alessandria, oppure arrivavano via mare imbarcandosi a Marsiglia e sbarcando a Genova.
A causa del continuo afflusso di queste forze, il 9 maggio la 2ª Armata austriaca interruppe l'avanzata e si concentrò presso Mortara (fra la Sesia e il Ticino, a circa 27 km a sud-est di Vercelli). Lo stesso giorno ad Alessandria il 3º e 4º corpo francesi erano quasi al completo, mentre il 1º e il 2º corpo si attestavano ancora più a sud, sullo Scrivia, presso Serravalle e Novi Ligure. Senza contare questi ultimi due corpi, le 10 divisioni austriache fronteggiavano ora 6 divisioni piemontesi e quasi 7 francesi. Spintesi troppo a occidente, il 10 maggio, le truppe di Gyulay nel timore di essere tagliate fuori dalle linee dei rifornimenti, tornarono verso est.

## La ricognizione armata austriaca: Montebello
Trasferitosi al completo il corpo di spedizione francese (l'Armée d'Italie) in Piemonte, l'offensiva alleata si approssimava. Il 10 maggio 1859 Napoleone III aveva lasciato Parigi, il 12 sbarcava a Genova e il 14 era ad Alessandria. Sull'altro versante, da Vienna, si insisteva con Gyulay per un atteggiamento più aggressivo. Così il comandante della 2ª Armata austriaca il giorno 20 maggio ordinò al 5º Corpo, che muoveva da Vaccarizza (alla confluenza fra Ticino e Po), di puntare a sud, occupare Casteggio e proseguire per Voghera così da scoprire le intenzioni del nemico.

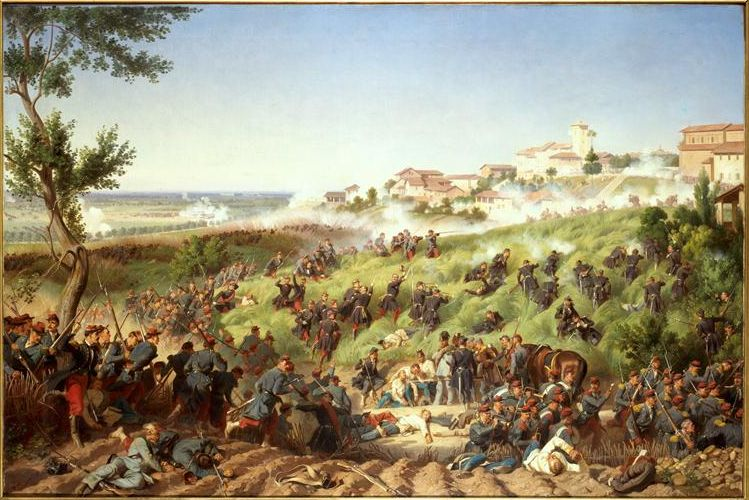
La battaglia di Montebello. La fanteria francese attacca il paese tenuto dagli austriaci.

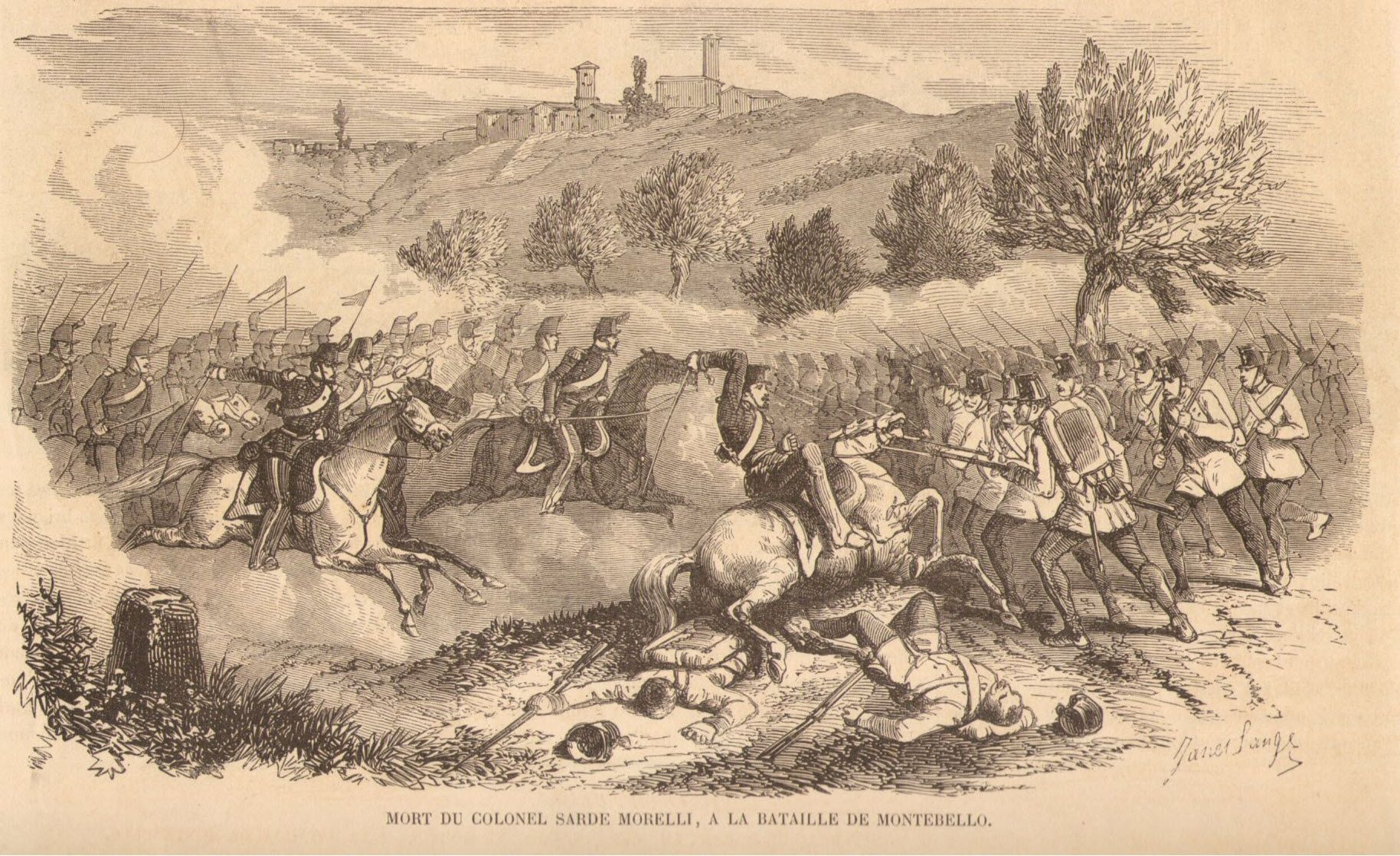
Una carica della cavalleria piemontese a Montebello: il colonnello Tomaso Morelli di Popolo viene ferito a morte.

Le truppe austriache la mattina del 20 erano già a Casteggio che trovarono sgombra nonostante notizie contrarie. Alle 12 una colonna proseguì oltre. Sebbene attaccata sul fianco dalla cavalleria piemontese occupò Montebello e spinse una brigata più avanti, fino a Genestrello a 6 km da Voghera. A questo punto, intorno alle 14, il comandante del 5º Corpo Stadion ordinò a tutte le truppe di sostare nelle posizioni raggiunte, benché le unità fossero mal dispiegate e non ovunque comunicanti fra loro.
A Voghera si trovava il comandante della 1ª divisione del 1º Corpo francese, il generale Élie Frédéric Forey. Costui, poco dopo le 14, sostenuto da alcuni squadroni di cavalleria piemontesi, attaccò gli austriaci a Genestrello costringendoli alla ritirata. Intanto rinforzi di Stadion erano giunti a Montebello. Anche qui l'azione energica dei francesi, unita ad una maggiore abilità tattica rispetto a quella del nemico, ebbe la meglio su truppe austriache affaticate e spaesate; alcune delle quali, della cavalleria e dell'artiglieria, quasi non parteciparono all'azione.
La prima prova dell'esercito austriaco non fu brillante, mentre la fanteria francese dimostrò uno slancio ammirevole così come la cavalleria piemontese. Gli alleati avevano impegnato 6800 fanti, 800 uomini della cavalleria e 12 cannoni: circa un terzo delle forze avversarie. Le perdite furono di 92 morti, 529 feriti e 69 prigionieri da parte francese; 17 morti, 31 feriti e 3 dispersi da parte piemontese. Quanto agli austriaci, essi lamentarono 331 morti, 785 feriti e 307 dispersi o prigionieri.

## L'offensiva alleata e la battaglia di Palestro
Dopo una serie di indecisioni, ordini e contrordini, finalmente il 26 maggio 1859 Napoleone III decise di attuare una manovra avvolgente in senso orario, da Montebello lungo il Sesia per Vercelli e Novara a proseguire verso est. Per consentire al grosso dell'esercito alleato di effettuare tale manovra 4 divisioni piemontesi (1ª, 2ª, 3ª e 4ª) avrebbero impegnato l'esercito austriaco presso Vercelli.

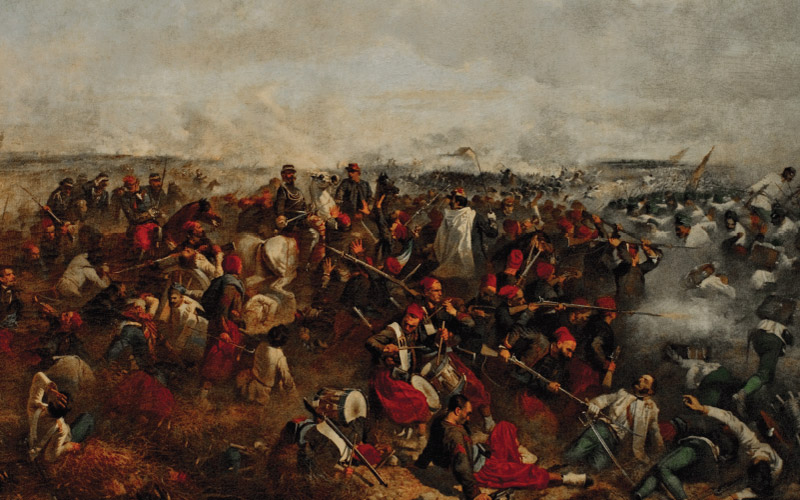
La battaglia di Palestro, al termine della quale gli zuavi nominarono loro caporale d'onore Vittorio Emanuele II (al centro).

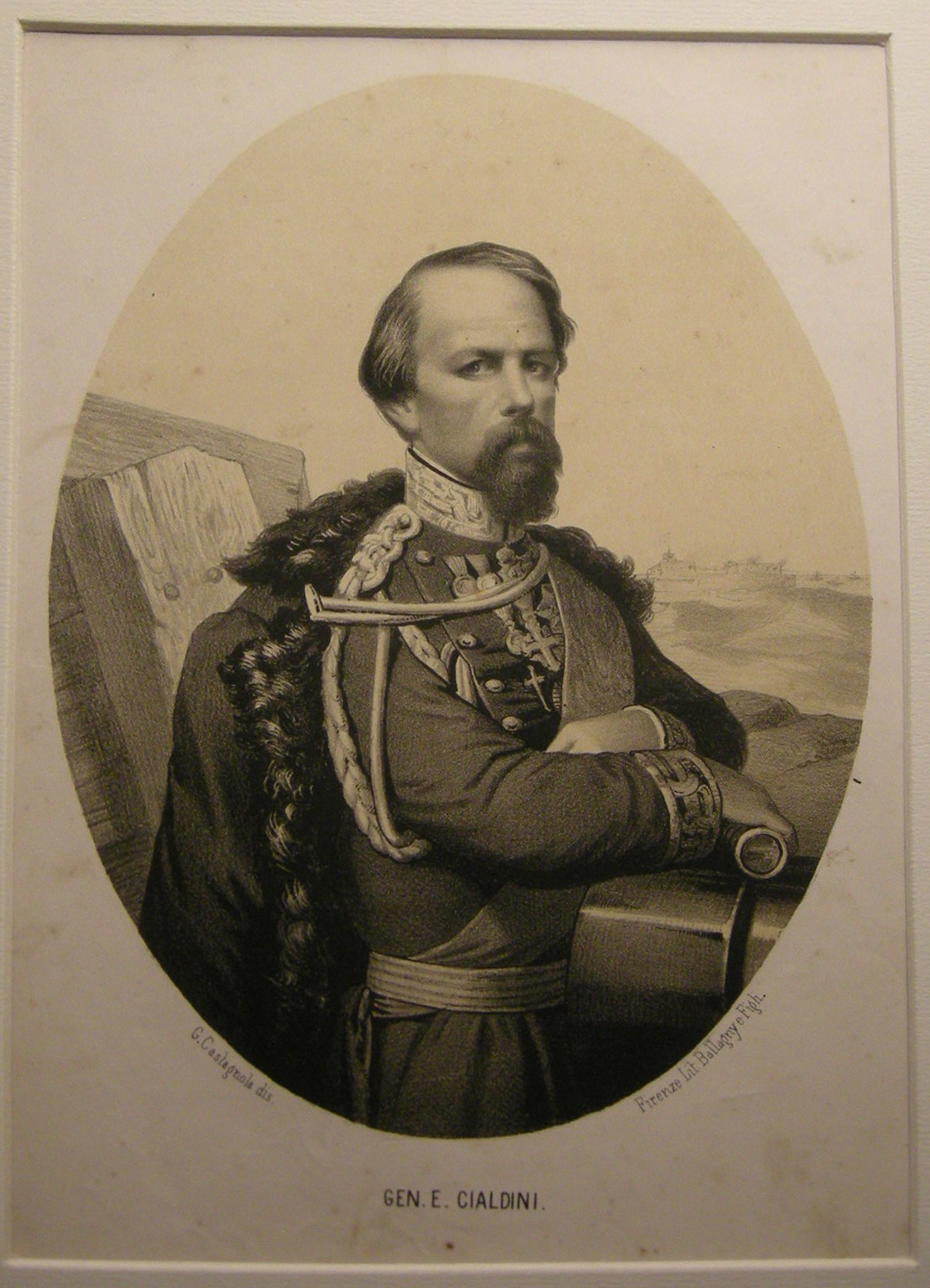
Il generale piemontese Enrico Cialdini, la cui 4ª Divisione si distinse nella battaglia di Palestro.

Il 27 maggio ebbe inizio l'offensiva, mentre il principe Napoleone sbarcava con il suo 5º Corpo a Livorno, in Toscana, dove già il 27 aprile si era avuta a Firenze la partenza del granduca Leopoldo II. Contestualmente il governo provvisorio locale si univa al Regno di Sardegna e alla Francia nella guerra contro l'Austria.
D'altra parte Gyulay fin dal 19 maggio aveva provveduto a parare un'azione alle sue spalle (si considera lo schieramento austriaco rivolto a sud-ovest), quella dei Cacciatori delle Alpi di Garibaldi, che il 18 da San Germano avevano iniziato una marcia verso i monti della Lombardia e il 23 avevano varcato il Ticino. Gyulay aveva mandato loro incontro un'intera divisione.
Erroneamente Gyulay era convinto che Napoleone III avrebbe attaccato forzando il Po a Frassineto (poco a est di Casale Monferrato) e a Valenza. L'imperatore francese invece stava compiendo la sua manovra protetto prima dal Po e poi dalla Sesia, superata la quale si entrava nella zona dell'ala destra austriaca da aggirare. Da ciò l'importanza dell'azione di copertura affidata ai piemontesi che avrebbero dovuto impegnare gli austriaci al centro e mascherare le vere intenzioni di Napoleone III.
Tra il 29 e il 30 maggio le 4 divisioni sabaude passarono la Sesia a Vercelli e occuparono Palestro, Vinzaglio, Confienza e Casalino respingendo nell'avanzata una brigata austriaca del 7º Corpo. Gyulay, pur intuendo che si trattava di un'azione dimostrativa, rimase dell'opinione che il grosso dell'esercito alleato stava per attaccarlo sul Po. Egli decise comunque di contrastare il contingente piemontese, la cui 4ª Divisione era stata rinforzata con un reggimento di zuavi francesi.
Il 31 maggio l'attacco austriaco fu condotto da 4 brigate di due divisioni (una del 7º Corpo e una del 2°). 2 brigate verso il centro dello schieramento piemontese ed una per ogni lato. L'attacco principale fu fermato dalla 4ª Divisione del generale Cialdini e il nemico fu contrattaccato dai bersaglieri e dagli zuavi; mentre la brigata di destra austriaca venne contrastata dalla 2ª Divisione (generale Fanti): l'azione austriaca si risolse in un clamoroso insuccesso.
Le perdite furono abbastanza pesanti per entrambi gli schieramenti: caddero 700 piemontesi, tra morti e feriti, 270 francesi e 1140 austriaci; gli alleati catturarono 400 nemici. Alla battaglia partecipò anche Vittorio Emanuele II che gli zuavi proclamarono loro caporale d'onore.

## La ritirata austriaca oltre il Ticino: Magenta

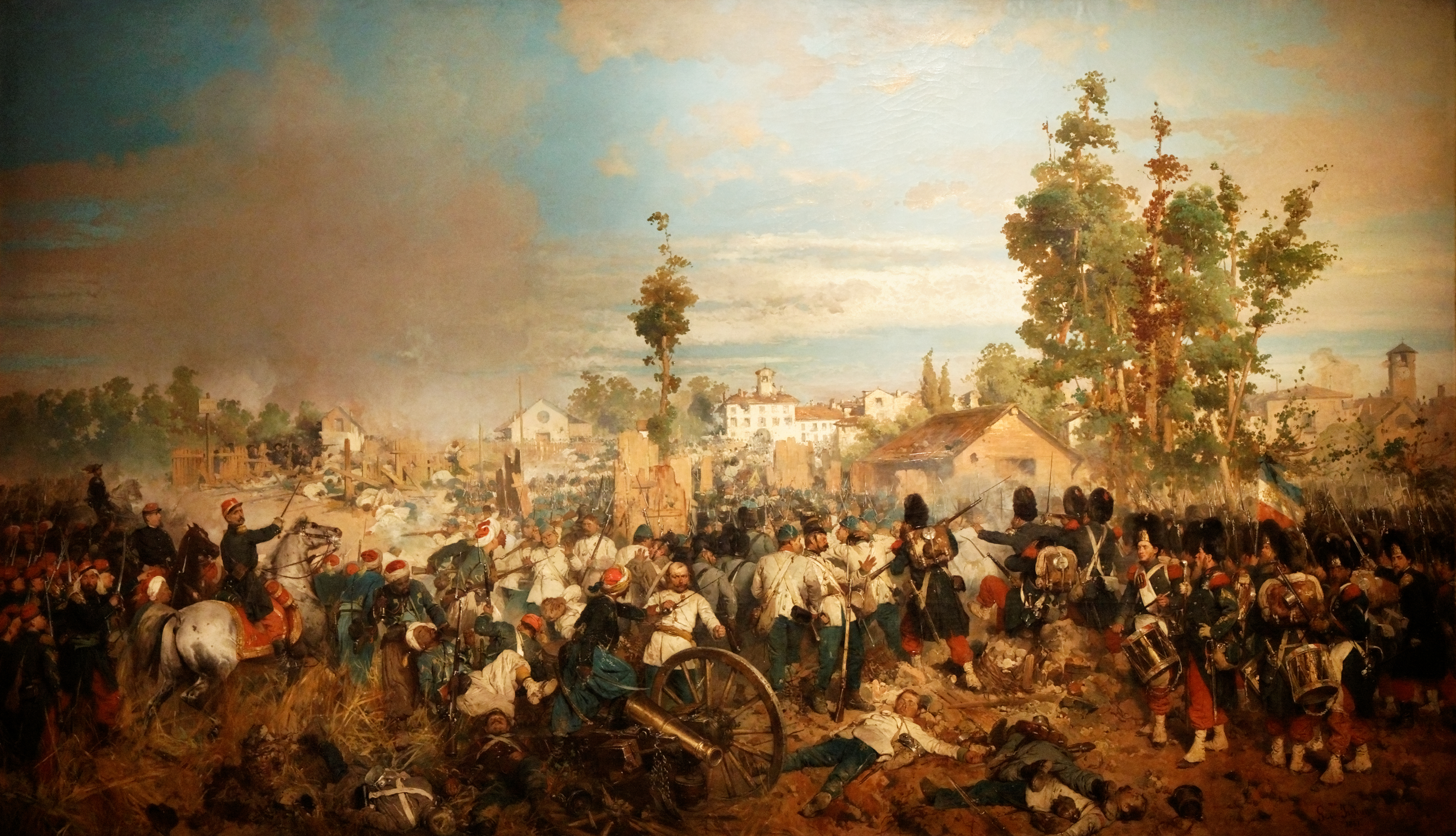
La battaglia di Magenta presso la stazione del centro abitato. Le truppe austriache (in bianco) sono sopraffatte dalla Guardia francese (a destra) e dalle truppe di linea (a sinistra).

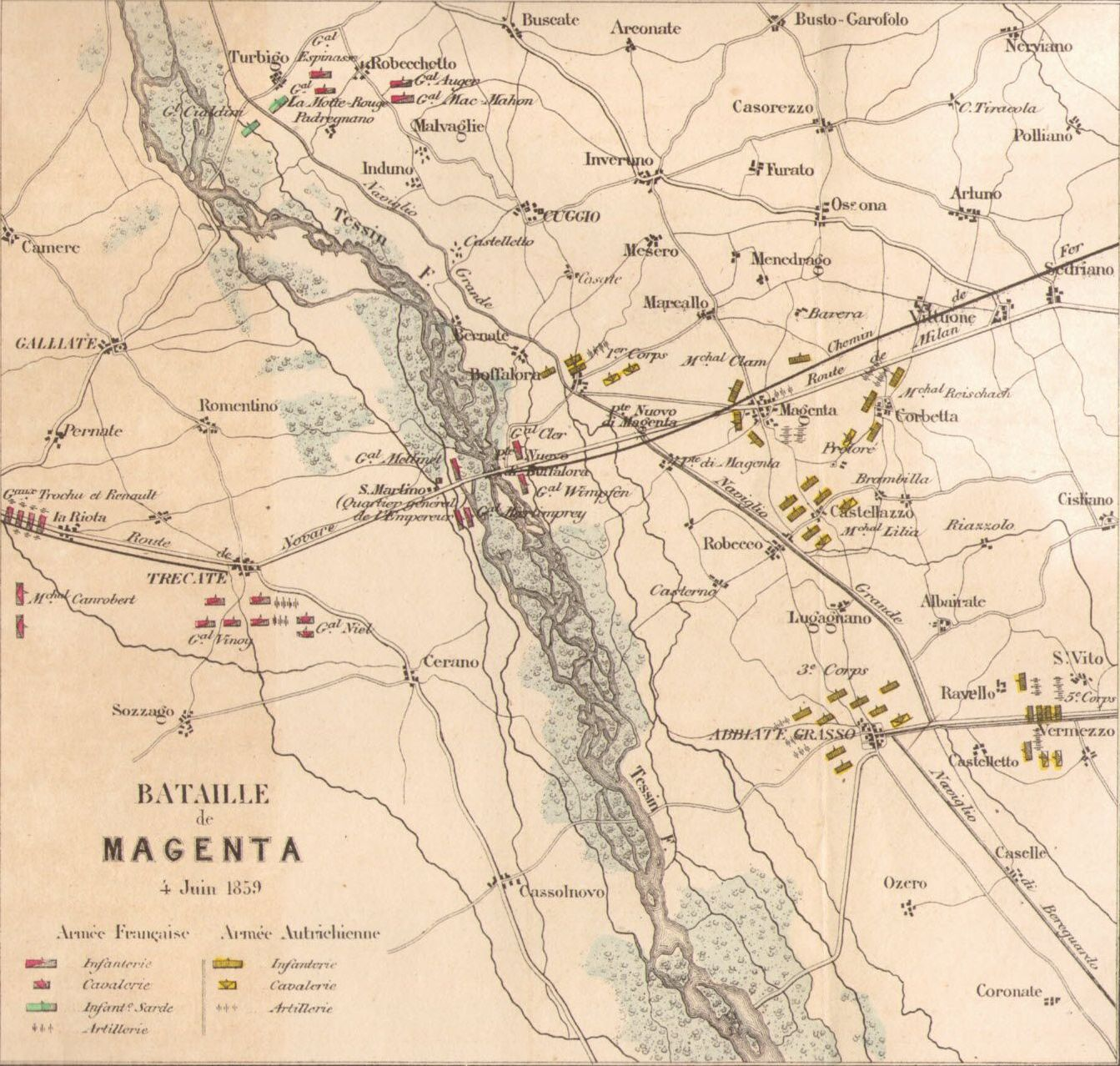
Una carta francese del 1859 della battaglia di Magenta. Secondo le fonti attuali la collocazione delle unità austriache risulta approssimativa.

Nel corso del mattino del 1º giugno 1859 Gyulay apprese che oltre 50000 francesi erano giunti a Novara, e constatò che Napoleone III mirava ad aggirare la sua ala destra. Il comandante della 2ª armata austriaca decise allora il ripiegamento. Intanto a Verona era giunto l'imperatore d'Austria Francesco Giuseppe e a Milano il suo capo di stato maggiore Heinrich von Hess, al quale Gyulay comunicò che avrebbe dato battaglia dietro il Ticino.

### I due schieramenti
Completato il ripiegamento, la mattina del 4 giugno gli austriaci avevano 117000 uomini sulla sponda sinistra del Ticino oltre al 9º Corpo che si trovava a guardia del Po tra Piacenza e Stradella. Nei pressi di Magenta (prima località dopo il Ticino sullo stradone fra Novara e Milano) in posizione dietro al Naviglio Grande (canale che scorre parallelo e ad est del Ticino) o sul ciglione che domina il letto del Ticino erano disposti da nord a sud:
- il 2º Corpo (tranne la divisione Jelačić) da Boffalora fino al 1º Corpo;
- il 1º Corpo appena a nord di Magenta;
- la divisione di cavalleria (generale Alessandro di Mensdorff) del 9º Corpo a nord-est di Magenta sullo stradone che conduceva a Milano;
- la divisione del generale Sigismund von Reischach del 7º Corpo appena a nord-ovest di Magenta;
- la divisione del generale Georg Jelačić von Bužim a ovest di Magenta fra il paese e il naviglio;
- il 7º Corpo (tranne la divisione Reischach) fra il ponte vecchio di Magenta, Magenta e Corbetta;
- il 3º Corpo d'Armata presso Robecco fra il naviglio e il Ticino[54][55].

I francesi, intanto, tra il 2 e il 3 giugno erano riusciti a creare una piccola testa di ponte sulla sponda sinistra del Ticino, presso Turbigo (14 km a nord-ovest da Magenta). Ciò permise la costruzione di un ponte di barche attraverso il quale poté attraversare il fiume e il naviglio il 2º Corpo di linea (Mac-Mahon). Avutane notizia, il comandante del 1º Corpo austriaco Clam-Gallas vi mandò una forte ricognizione che però, a seguito della reazione francese (battaglia di Turbigo), dovette ritirarsi affrettatamente a Magenta. Oltre al corpo di Mac-Mahon da nord, Napoleone III preparava l'attacco principale da Novara, cioè da ovest.
Alla mattina del 4 giugno la situazione degli alleati era quindi la seguente:
- 2º Corpo di linea francese, sulla sponda sinistra del Ticino, fra Turbigo e Robecchetto assieme alla 2ª Divisione della Guardia (Camou);
- 2 divisioni piemontesi (non faranno in tempo a partecipare direttamente alla battaglia) in marcia dopo Galliate verso Turbigo;
- 1ª Divisione della Guardia francese del generale Émile Mellinet al ponte di San Martino, sponda destra del Ticino, sullo stradone Novara-Magenta;
- 3º e 4º Corpo di linea francesi a Novara pronti a marciare per Trecate verso Magenta;
- 1º Corpo di linea francese accampato ad Olengo a sud di Novara[56].

### Napoleone III fra il Ticino e Magenta

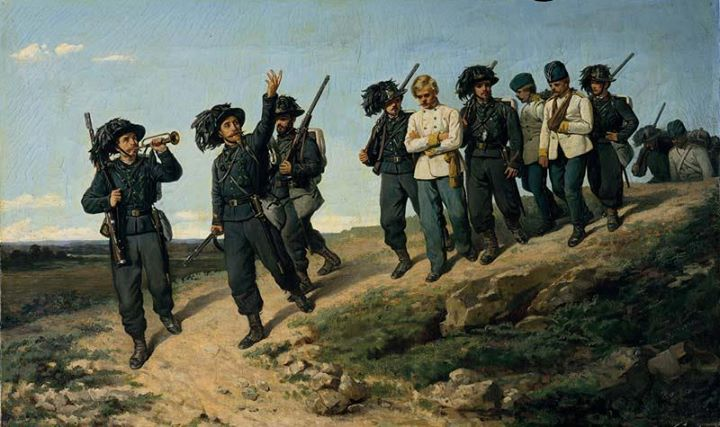
Ritorno dei bersaglieri da una ricognizione durante la seconda guerra di indipendenza.

Alle 10 di mattina del 4 giugno 1859 la 1ª Divisione francese della Guardia passava il Ticino sul ponte di San Martino parzialmente danneggiato dagli austriaci durante la ritirata. Alle 12:30 era in vista del canale del naviglio dietro il quale erano appostati gli austriaci. Sul posto era adesso anche Napoleone III. Poiché Mac Mahon gli aveva fatto sapere che sarebbe arrivato a Boffalora alle 14:30 al più tardi, l'imperatore ordinò ai soldati di attendere le 14 per l'attacco.
L'assalto della 1ª Divisione della Guardia francese fu sferrato tuttavia fra le 13 e le 14. I francesi superarono la scarpata del naviglio, trovarono intatti i ponti sul canale dello stradone e della ferrovia a Pontenuovo e si spinsero verso Magenta: le due brigate francesi componenti la divisione furono affrontate da 5 austriache.
Nel periodo cruciale fra le 14 e le 15:30, mentre Mac Mahon tardava ad arrivare, Napoleone III fra il Ticino e il naviglio chiese di accelerare la marcia del 3º Corpo da Novara e chiese anche l'invio di una divisione del 4º Corpo. Gli austriaci non si resero conto della delicata situazione dell'avversario e non ne approfittarono. Mac Mahon intanto procedeva con precauzione da nord, mentre alle 15:30 a Napoleone III giungevano i primi rinforzi da ovest: una brigata della 1ª Divisione del 3º Corpo; ma cominciavano a giungere anche le truppe del 3º Corpo austriaco che minacciava i francesi da sud, fra il Ticino e il naviglio. I francesi che avevano superato il canale venivano invece validamente contrastati dalla divisione Reischach.

### L'arrivo di Mac Mahon e la vittoria francese

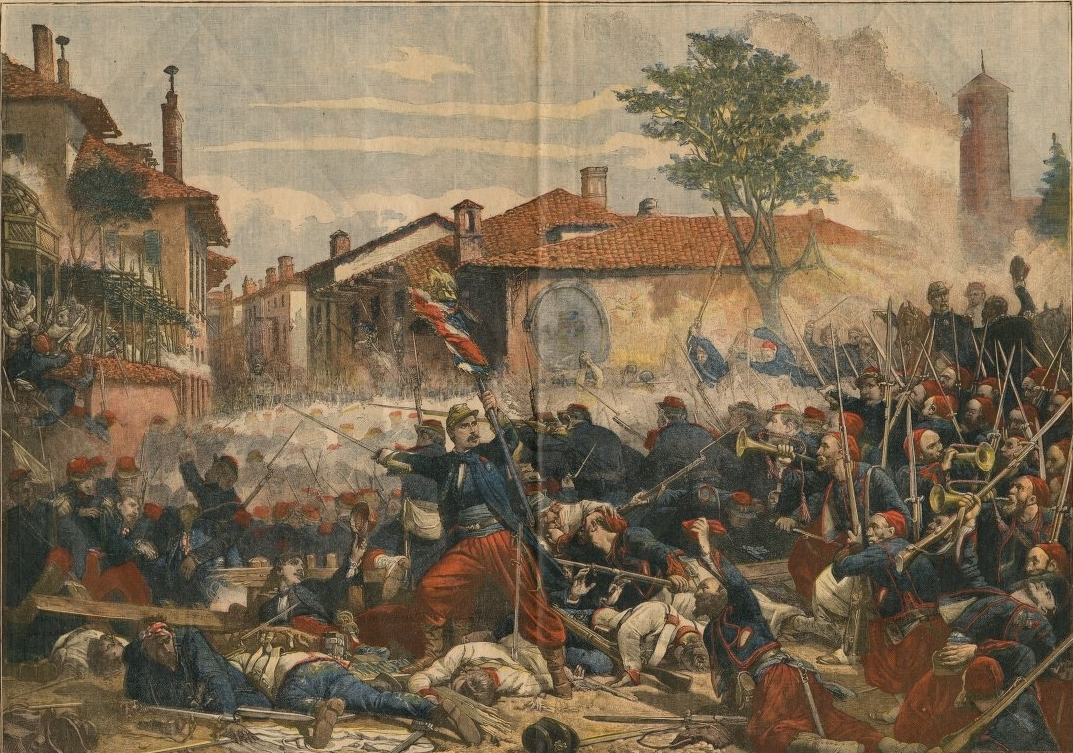
Le truppe francesi conquistano Magenta.

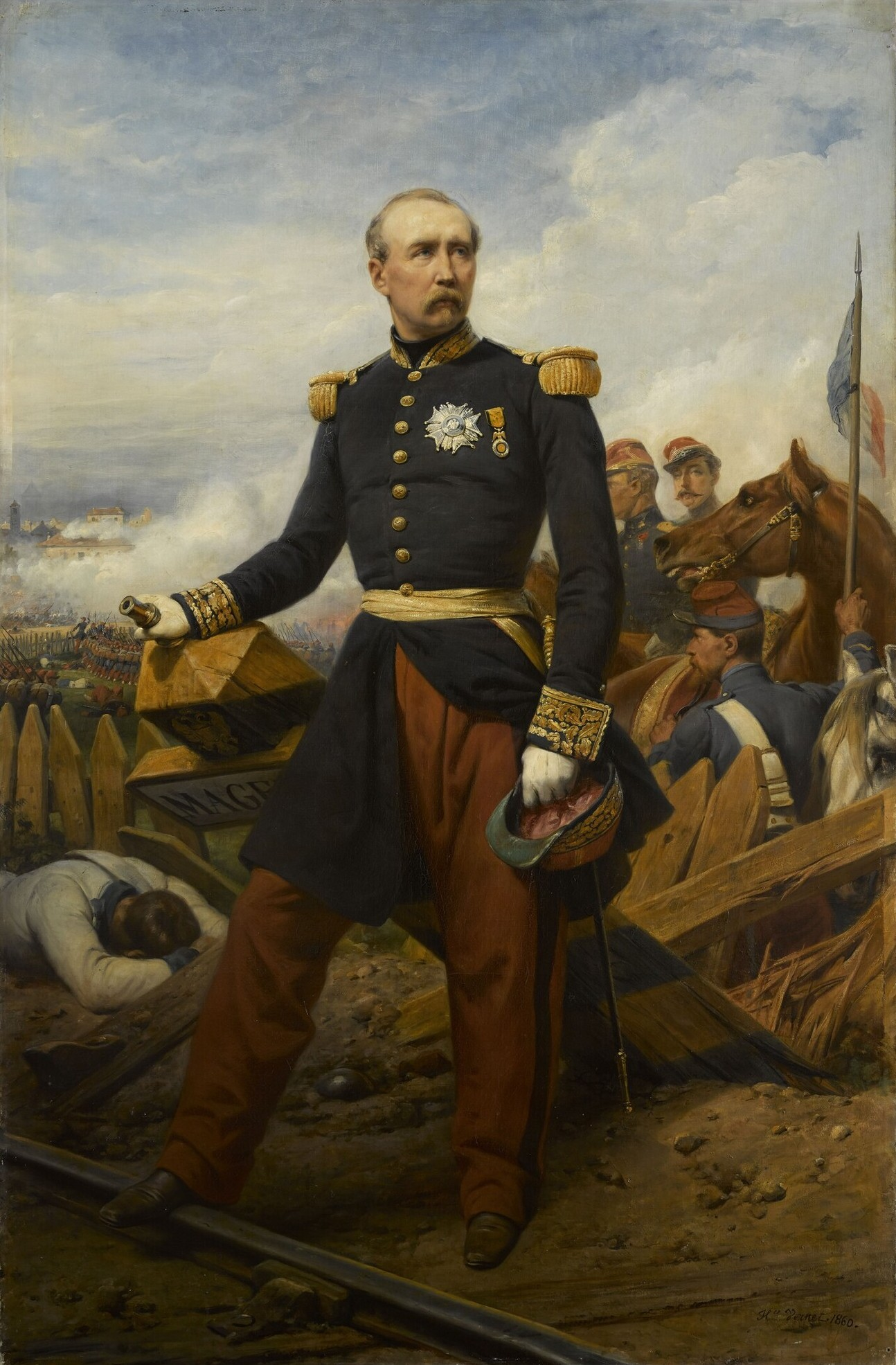
Il maresciallo Patrice de Mac-Mahon diede un apporto decisivo alla vittoria francese.

Alle 16 la situazione cambiò: da un lato Mac Mahon arrivò con la sua ala destra a Boffalora, e dall'altro giunse una brigata della 3ª Divisione del 4º Corpo francese da Novara. La manovra di Mac Mahon, per quanto tardiva, riuscì in pieno: le unità austriache prese sul fianco destro retrocedettero dal naviglio su Magenta. Al tempo stesso però l'attacco del 3º Corpo austriaco da sud fra naviglio e Ticino si manifestò pericoloso assorbendo le forze comandate direttamente da Napoleone III. Mac Mahon d'altronde era anche impegnato sul suo lato sinistro con la 2ª Divisione del 1º Corpo austriaco. Alle 18 la 3ª Divisione del 4º Corpo francese era giunta da Novara per intero fra il Ticino e il naviglio e resisteva alla pressione del 3º Corpo austriaco, mentre attorno a Magenta si raccoglievano le forze del 2º e 7º Corpo austriaci.
Mac Mahon, ormai sicuro alle spalle e al suo fianco sinistro per la presenza di due divisioni piemontesi, sferrò l'attacco decisivo e fra le 19 e le 20 di quello stesso 4 giugno 1859 Magenta cadeva. Nello stesso tempo l'attacco austriaco fra Ticino e naviglio veniva definitivamente respinto. Nel guidare la 2ª Divisione del 2º Corpo di Mac Mahon, morì il generale Charles-Marie-Esprit Espinasse. Poco dopo le 20 il maresciallo austriaco Clam-Gallas ordinò al 1º Corpo di ritirarsi su Binasco, 15 km a sud di Milano. Gyulay rimase per molte ore incerto. All'1,30 del mattino del 5 giunse al comando di Abbiategrasso il capo di stato maggiore imperiale Hess, con il quale si decise la ritirata generale verso il Lambro. La strada per Milano era libera.
Le forze francesi delle unità che parteciparono alla battaglia ammontarono a circa 64000 uomini, altrettanti gli austriaci. Sul campo rimasero 564 morti e 3045 feriti francesi. Gli austriaci lamentarono 1368 morti, 4358 feriti e circa 4500 fra prigionieri e dispersi.
La vittoria di Napoleone III alla battaglia di Magenta aprì alle forze alleate la Lombardia. Il 7 giugno le avanguardie raggiunsero Milano e l'8 l'imperatore francese e Vittorio Emanuele II fecero il loro ingresso trionfale in città attraverso l'arco della Pace e la piazza d'armi (oggi Parco Sempione) fra le acclamazioni della popolazione.

## La sostituzione dei vertici austriaci

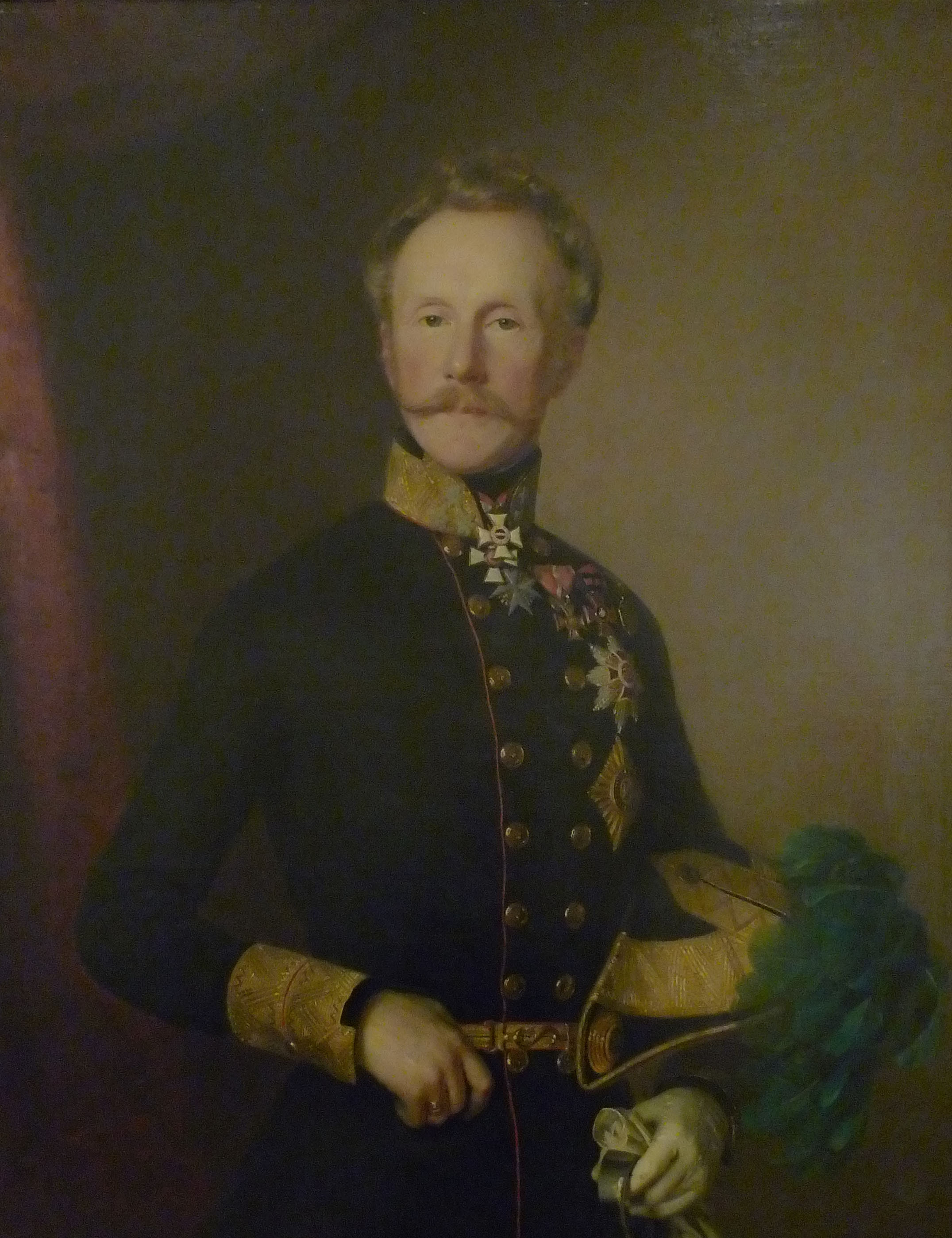
Heinrich von Hess, il generale austriaco più autorevole dopo la destituzione di Gyulay.

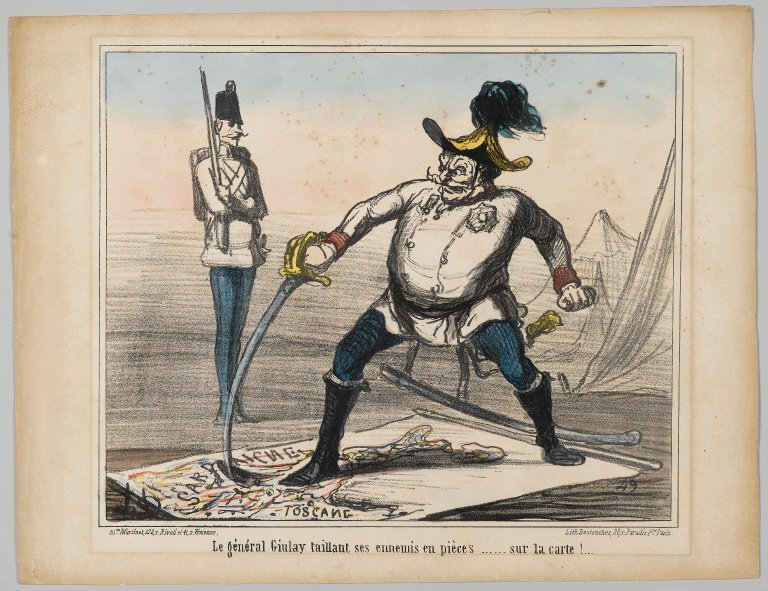
Una vignetta francese pubblicata durante la guerra: "Il generale Gyulay taglia i suoi nemici a pezzi... sulla carta!"

Dopo la sconfitta di Magenta,  si acuì lo scontento di alcuni generali austriaci per le disposizioni di ritirata verso est. L'8 giugno si pensò ad una controffensiva, ma la sera stessa l'idea fu abbandonata anche in seguito alla perdita di Melegnano (15 km a sud-est di Milano, sul Lambro) avvenuta nel pomeriggio. Il giorno dopo si ebbe un principio di insubordinazione contro Gyulay da parte dei comandanti di quattro corpi d'armata che, diversamente da lui, volevano rimanere sul Lambro. Il comandante della 2ª Armata espose per iscritto le ragioni della ritirata, secondo le quali gli alleati puntavano direttamente all'Adda. Benedek si convinse e la congiura ebbe termine.
Il 15 giugno la 2ª Armata austriaca era tutta dietro il Chiese, a pochi chilometri dal Quadrilatero, mentre dietro il Mincio, ancora più ad est, si accumulavano rinforzi. Tuttavia la mattina dello stesso giorno ci fu lo scontro di Treponti (oggi frazione di Rezzato, fra Brescia e il Chiese). La battaglia, in cui 1400 garibaldini si scontrarono con una brigata della divisione del generale Urban, fece pensare a Gyulay e a Kuhn che si trattasse di un inizio di aggiramento dell'ala nord da parte dei piemontesi. Allo stesso tempo essi temevano l'aggiramento dell'ala sud ad opera del 5º Corpo francese proveniente dalla Toscana. Fu ordinata, così, una ritirata oltre il Mincio, all'inizio della quale, il giorno dopo, Gyulay fu esonerato dal comando.
Anche Kuhn fu messo da parte e i due furono sostituiti da Francesco Giuseppe in persona, dal suo primo aiutante di campo generale Karl Ludwig von Grünne-Pinchard (1808-1884) e dal generale Wilhelm Ramming von Riedkirchen (che si era distinto a Magenta). A questa triade si aggiungeva Hess già inviato dall'imperatore presso Gyulay. Le cose, tuttavia, non migliorarono poiché fra i quattro non v'era accordo. Dopo varie incertezze si decise per la ritirata dietro il Mincio, nel Quadrilatero, ma l'ordine fu emanato solo il 20 giugno.
Altri elementi di incertezza presso il comando austriaco vennero da voci su un imminente sbarco francese a Venezia e sulla previsione (di Hess) di un'imponente operazione coordinata alleata dal Chiese, dal basso Po e dall'Adriatico. Si decise pertanto di continuare la ritirata fin dietro l'Adige. Tutto cambiò il 22 giugno, quando una ricognizione recò la notizia che il nemico, passato il Chiese, procedeva in masse distinte. Hess decise allora di interrompere la marcia, tornare sui suoi passi e attaccare gli alleati per coglierli disseminati.

## Garibaldi e i Cacciatori delle Alpi

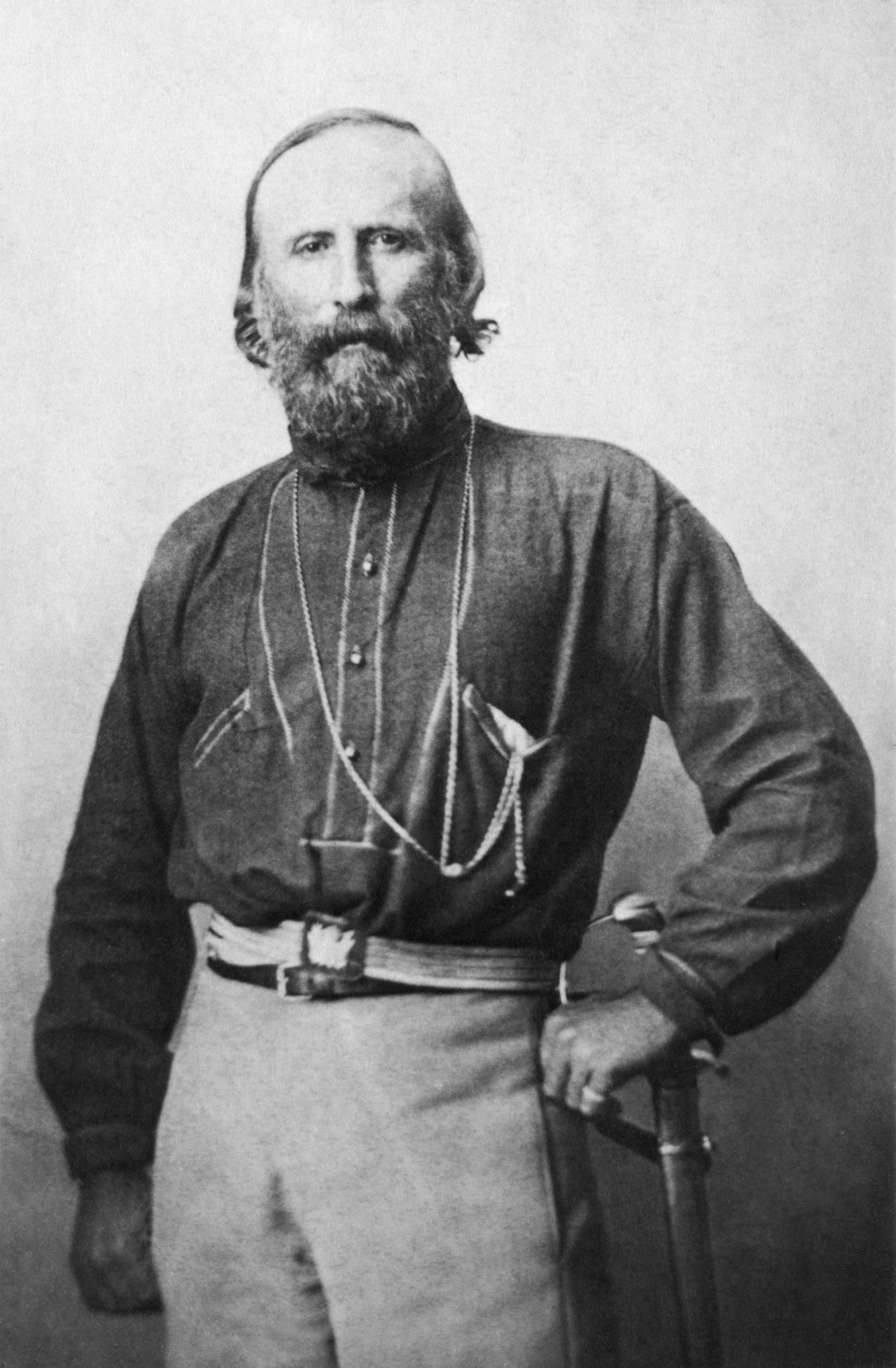
L'azione di Giuseppe Garibaldi distolse una parte del contingente austriaco dal fronte principale ben superiore ai uomini dei Cacciatori delle Alpi.

Il 23 maggio 1859 i Cacciatori delle Alpi erano passati in Lombardia attraversando il Ticino nel punto in cui il fiume esce dal Lago Maggiore, a Sesto Calende. L'obiettivo di Garibaldi era stato quello di operare nella fascia prealpina in appoggio alla offensiva principale. Il 26 (tra le battaglie di Palestro e Montebello) difese Varese da un attacco di superiori forze austriache guidate dal generale Urban, e il 27 maggio batté il nemico alla battaglia di San Fermo occupando Como.
Preoccupati per un eventuale dilagare della rivoluzione in Lombardia, gli austriaci stanziarono il 1º Corpo d'Armata a Milano. Da Monza Urban puntò su Varese cercando lo scontro con Garibaldi, ma questi era tornato sul Lago Maggiore dove a Laveno fra il 30 e il 31 maggio tentò senza riuscirvi di prendere il forte austriaco. Dopo la battaglia di Magenta i Cacciatori delle Alpi formarono sempre la sinistra avanzata dell'esercito alleato che avanzava verso est. Essi furono i primi ad entrare a Bergamo e i primi a Brescia. Dopo la battaglia di Treponti di cui sopra i Cacciatori delle Alpi cooperarono con i piemontesi a guardia della Valtellina.

## Occupazione delle isole di Lussino e di Cherso
La flotta franco-sarda prese possesso dell'Isola di Lussino nel golfo del Quarnaro e scesero a terra 3000 uomini accolti festosamente dalla popolazione che sventolava i due tricolori. A loro volta le autorità locali, presumibilmente convinte che ormai il passaggio di sovranità fosse imminente, ricevettero con tutti gli onori i comandanti della flotta. Successivamente i militari austriaci si ritirarono anche dall'isola di Cherso.

## La battaglia di Solferino e San Martino

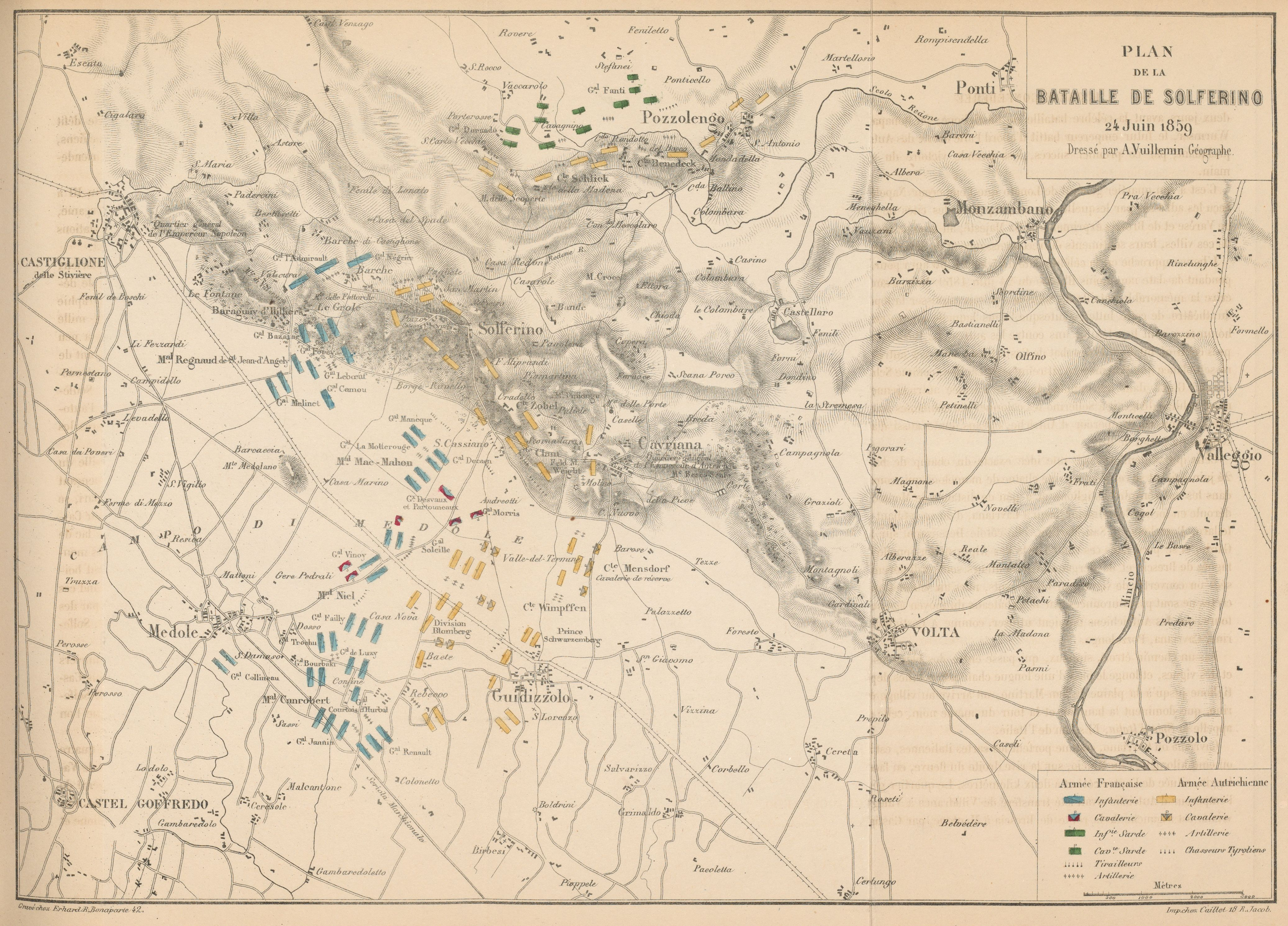
Lo scontro di Solferino e San Martino in una carta francese del 1859. In verde le unità piemontesi, in azzurro quelle francesi, in giallo quelle austriache.

Avuto notizia della lenta e frammentata avanzata degli alleati oltre il Chiese, gli austriaci il 24 giugno 1859 cominciarono a riattraversare il Mincio in direzione ovest. Dal lato opposto Napoleone III era in marcia verso il Mincio e, tanto lui quanto Hess, avevano fino ad allora previsto un dispositivo di marcia. Si ebbe invece una battaglia d'incontro. Dato il terreno e le strade i francesi, in pianura specialmente, poterono schierarsi più agevolmente.
I due eserciti si dispiegarono su un fronte che andava da San Martino a nord, Solferino al centro e oltre Medole a sud. Con questi tre riferimenti geografici la storiografia denomina i tre settori della battaglia, la quale, pur presentando una sua unicità, venne spesso divisa in: battaglia di San Martino, in cui gli austriaci si batterono con i piemontesi; battaglia di Solferino e battaglia di Medole, in entrambe le quali gli austriaci si batterono con i francesi. I due schieramenti contrapposti erano più o meno equivalenti per complessivi 250000 uomini. Considerando l'estensione completa del fronte i combattenti si disposero dal lago di Garda fino a Castel Goffredo, per circa 20 km.

### I due schieramenti
La mattina del 24 giugno 1859, da parte alleata e da nord verso sud, apriva lo schieramento il contingente piemontese (ala sinistra) ai comandi di Vittorio Emanuele II. Tali truppe dovevano attaccare presso la costa meridionale del lago di Garda i due capisaldi austriaci di San Martino e le collinette attorno alla chiesa della Madonna della Scoperta. Le divisioni sabaude coinvolte furono 3: la 1ª (Durando), la 3ª del generale Filiberto Mollard (1801-1873) e la 5ª (Cucchiari) per un totale di 35000 uomini. La 2ª di Fanti si era attardata e la 4ª di Cialdini era a nord con i Cacciatori delle Alpi.
L'armata francese (centro e ala destra dell'esercito alleato) ai comandi di Napoleone III si trovò così schierata durante le prime fasi della battaglia: il 1º Corpo (d'Hilliers) di fronte a Solferino occupata dagli austriaci, il 2° (Mac-Mahon) nelle campagne di fronte a San Cassiano (frazione di Cavriana), il 4° (Niel) fra Medole e Guidizzolo occupato dagli austriaci, e il 3° (Canrobert) alle sue spalle, fra Medole e Castel Goffredo a sud. La Guardia era di riserva.
Quanto agli austriaci, ai corpi d'armata presenti si erano aggiunti il 4° (che non parteciperà allo scontro) e l'11°, per cui le armate erano diventate due. Sul campo di battaglia, da nord a sud, la 2ª Armata (Franz von Schlick) era composta dall'8º Corpo (Benedek) sul costone di San Martino (Rivoltella) e, più a sud, a fronteggiare i piemontesi; dal 5º Corpo (Stadion) a nord di Solferino; dal 1º Corpo (Clam Gallas) in collina a Solferino e dal 7° (Zobel) a San Cassiano. Più a sud la 1ª Armata (Franz von Wimpffen) era composta dalla divisione di cavalleria di Mensdorff, in pianura, a sud-est di San Cassiano; dal 3º Corpo (Schwarzenberg) a nord-ovest di Guidizzolo; dal 9° (Schaaffgotsche) a ovest di Guidizzolo e dall'11° del maresciallo Valentin Veigl von Kriegeslohn (1802-1863) in posizione più arretrata e meridionale.

### Lo scontro decisivo della guerra

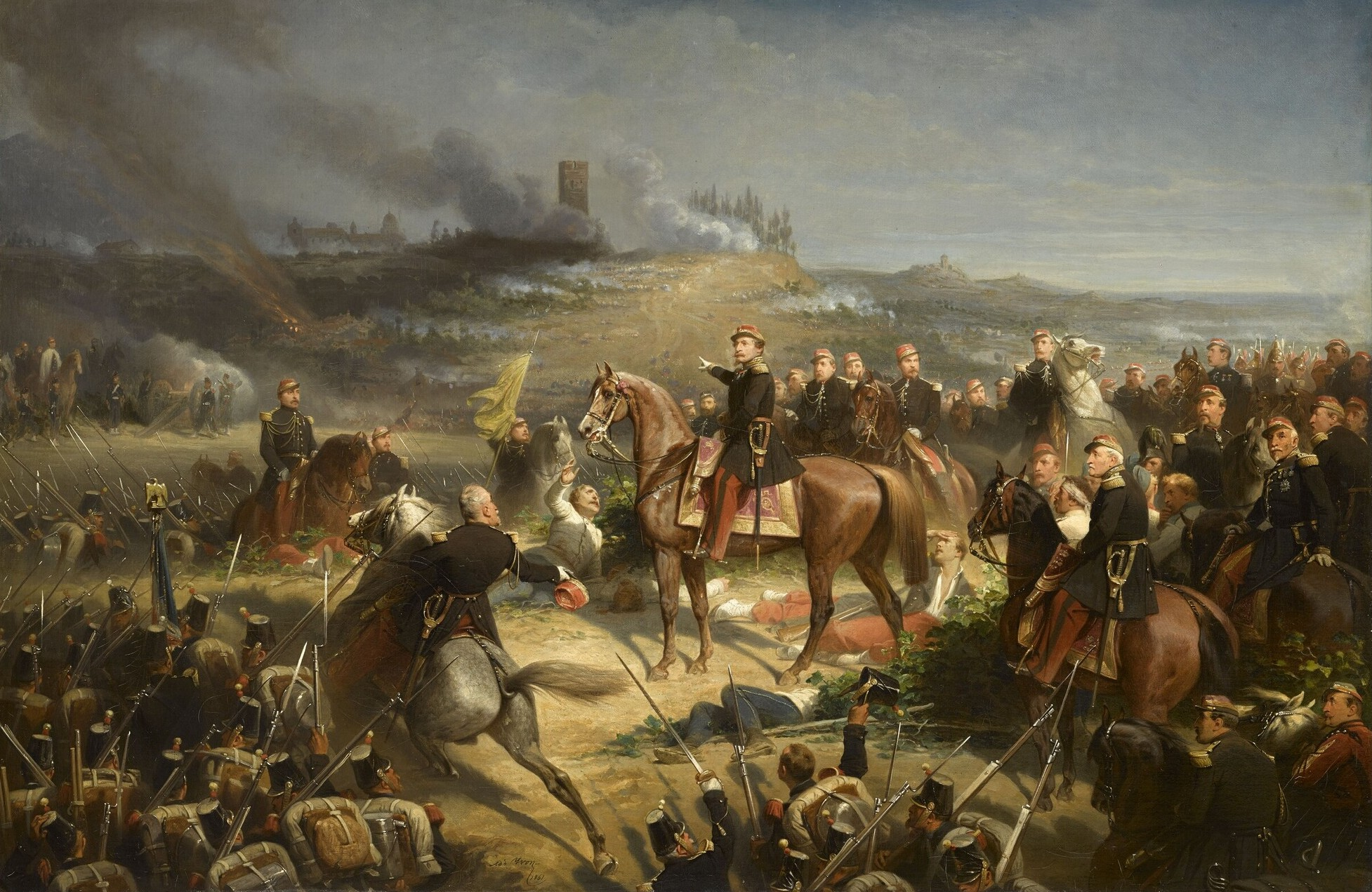
Il momento cruciale della battaglia di Solferino e San Martino: Napoleone III ordina l'intervento della Guardia.

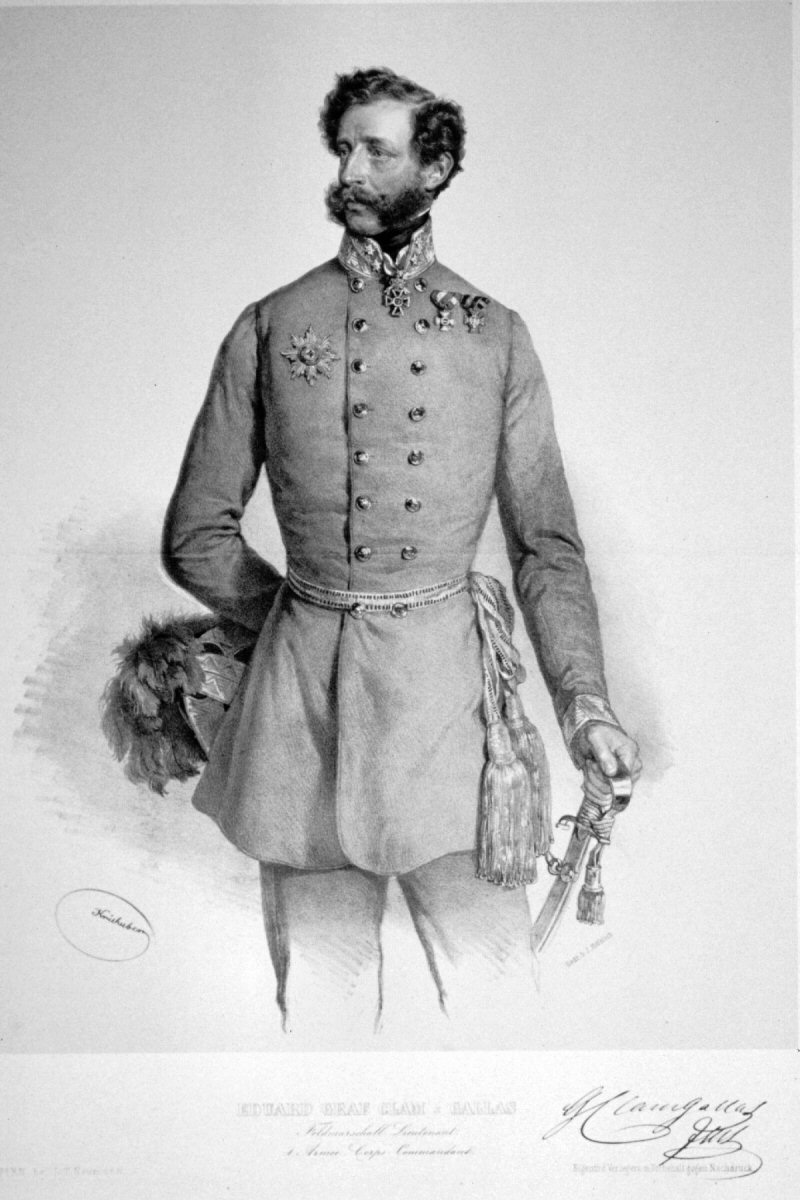
Eduard Clam-Gallas, comandante del 1º Corpo austriaco, fu uno dei protagonisti della guerra.

Il 24 giugno gli austriaci avrebbero voluto con l'ala destra (a nord) e il centro, soprattutto, contenere gli alleati, e con l'ala sinistra compiere un'azione avvolgente da sud. Ma qui la 1ª Armata, per tenersi collegata alle truppe che già dalle 6 combattevano davanti alle alture di Solferino, si trovò a dover attraversare un tratto di pianura scoperto e a diventare facile bersaglio dell'artiglieria francese. Dalla parte opposta, Napoleone III era in posizione avanzata e poté rendersi conto che Mac Mahon e Niel (2º e 4º Corpo) avrebbero fronteggiato la situazione.
Alle 9 l'imperatore francese si portava al centro dello schieramento dove il 1º Corpo di d'Hilliers urtava contro posizioni nemiche favorite dalla morfologia del terreno e procedeva a fatica contro il 5º Corpo del generale Stadion. Costui dovette però impegnare 2 delle sue 5 brigate alla sua destra, alla Madonna della Scoperta, contro la 1ª Divisione piemontese di Durando, mentre le altre due piemontesi impegnavano intensamente con le loro 4 brigate le 6 dell'8º Corpo austriaco.
Alle 10 l'imperatore Francesco Giuseppe si portò da Volta a Cavriana (a sud-est di Solferino) ma, poiché non era abbastanza vicino allo scontro, tardò a rendersi conto della situazione. Alle 11:15, ordinò alla 1ª Armata di volgere a destra verso Solferino e al generale Benedek di inviare a sostegno del centro 2 delle sue 6 brigate. Napoleone III che era invece in posizione avanzatissima, a Monte Fenile (1,5 km da Solferino) intuì che occorreva rispondere alla manovra avvolgente avversaria con uno sfondamento al centro e impegnò alle 12:30 la Guardia. La manovra della 1ª Armata austriaca fallì in pieno e Benedek, impegnatissimo con i piemontesi a San Martino, non riuscì ad inviare alcun rinforzo. Alle 13,30 i francesi conquistavano Solferino.
La battaglia si protrasse fin verso le 18 in pianura e a Cavriana, e fin dopo le 20 a San Martino, ma già alle 14 il risultato della vittoria franco-piemontese era segnato. Napoleone III anche questa volta non inseguì il nemico sconfitto, e anche questa volta, dopo 10 ore di battaglia ininterrotta, accusò un'estrema spossatezza nervosa. Quanto alle perdite i francesi lamentarono 1622 morti e 8530 feriti, più 1518 dispersi o prigionieri; i piemontesi 869 morti, 3982 feriti e 774 dispersi o prigionieri. Da parte austriaca si ebbero 2292 morti, 10807 feriti e 8638 fra dispersi e prigionieri. La battaglia di Solferino e San Martino fu la più sanguinosa della seconda guerra di indipendenza e dell'intero Risorgimento.

## L'armistizio di Villafranca

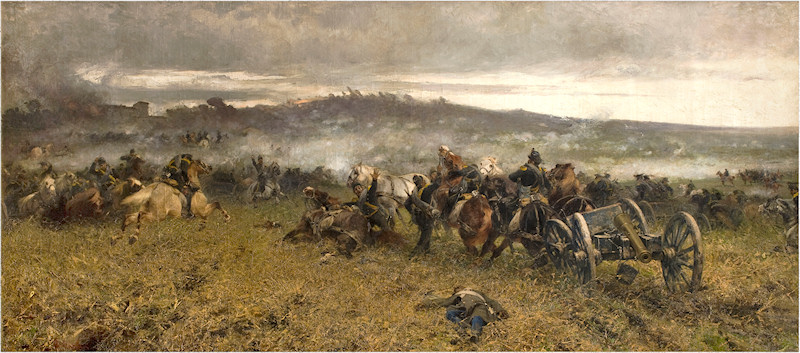
L'artiglieria della 3ª Divisione piemontese allo scontro di San Martino.

Il 1º luglio 1859, dopo una settimana di inattività durante la quale gli austriaci si ritirarono dietro l'Adige, Napoleone III passò il Mincio con tutto l'esercito entrando nel Quadrilatero. Egli aveva ricevuto dalla Francia, data la crescente minaccia della Prussia sul Reno, una sola divisione di rinforzo, mentre numerosi volontari erano andati ad ingrossare le file di Garibaldi. Inoltre la divisione del governo provvisorio toscano che aveva sostituito il governo di Leopoldo II era arrivata al Mincio.
Nonostante il vantaggio acquisito, Napoleone III per la minaccia di un allargamento del conflitto e per le dure prove subite dal suo esercito e da lui stesso, il 6 luglio inviò il suo aiutante di campo generale Émile Félix Fleury (1815-1884) a Verona con una proposta di sospensione delle ostilità. Due giorni dopo a Villafranca i capi di stato maggiore delle tre nazioni belligeranti firmarono il testo dell'armistizio. Rispetto a quanto stabilito nel trattato di alleanza sardo-francese (cessione del Lombardo-Veneto al Regno di Sardegna), l'armistizio prevedeva la cessione da parte dell'Austria della sola Lombardia, ad eccezione della fortezza di Mantova, alla Francia. Quest'ultima poi la trasferì al Regno di Sardegna. La mancata acquisizione del Veneto portò alle dimissioni di Cavour dalla carica di presidente del Consiglio. Lo stesso giorno, l'11 luglio, dopo alcune rettifiche dettate da Francesco Giuseppe, quest'ultimo e Napoleone III firmarono l'accordo, che fu controfirmato da Vittorio Emanuele II il giorno dopo. L'armistizio di Villafranca fu ratificato dalla pace di Zurigo del novembre 1859.

## Le conseguenze

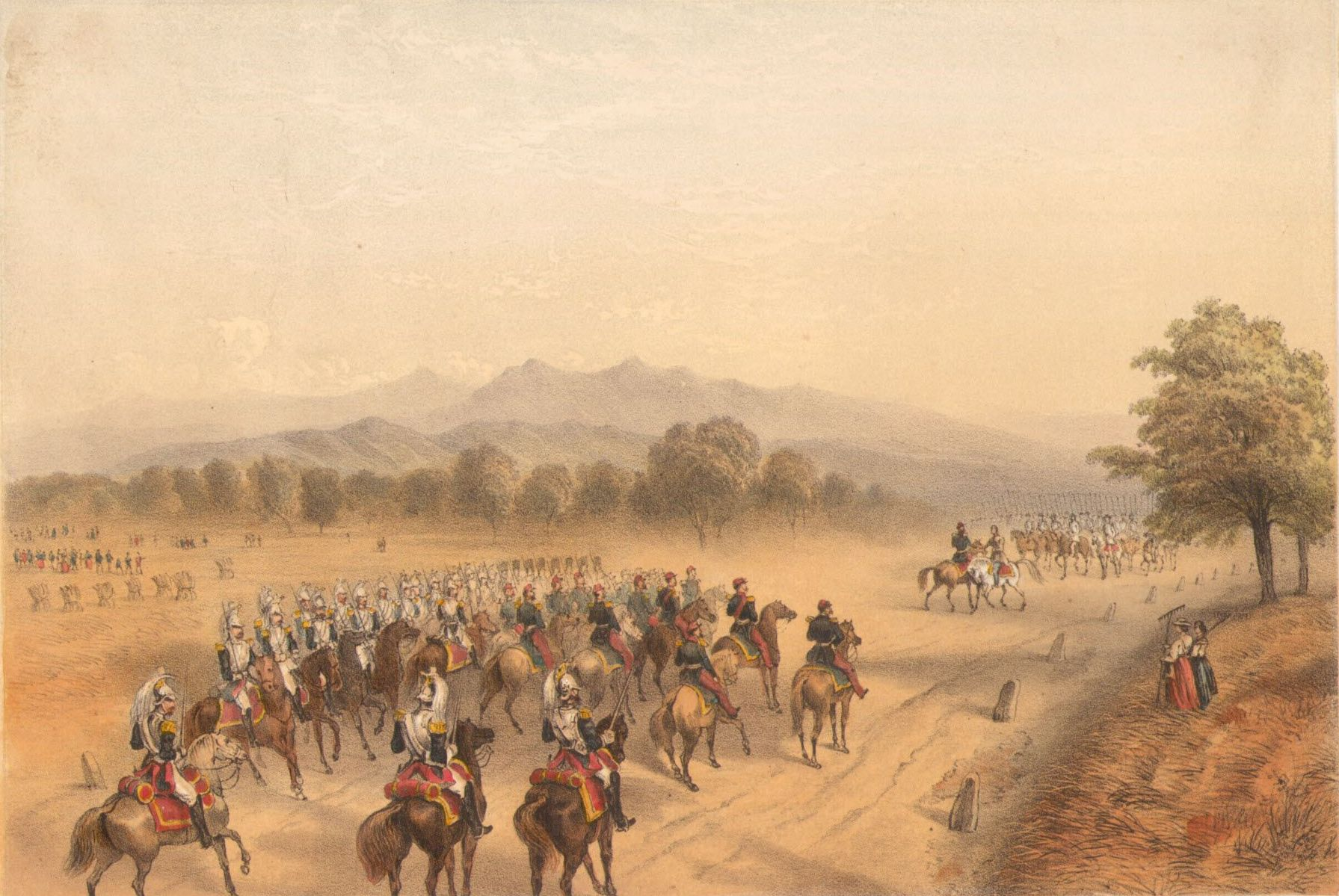
L'incontro fra Napoleone III e Francesco Giuseppe presso Villafranca (11 luglio 1859) in una stampa dell'epoca

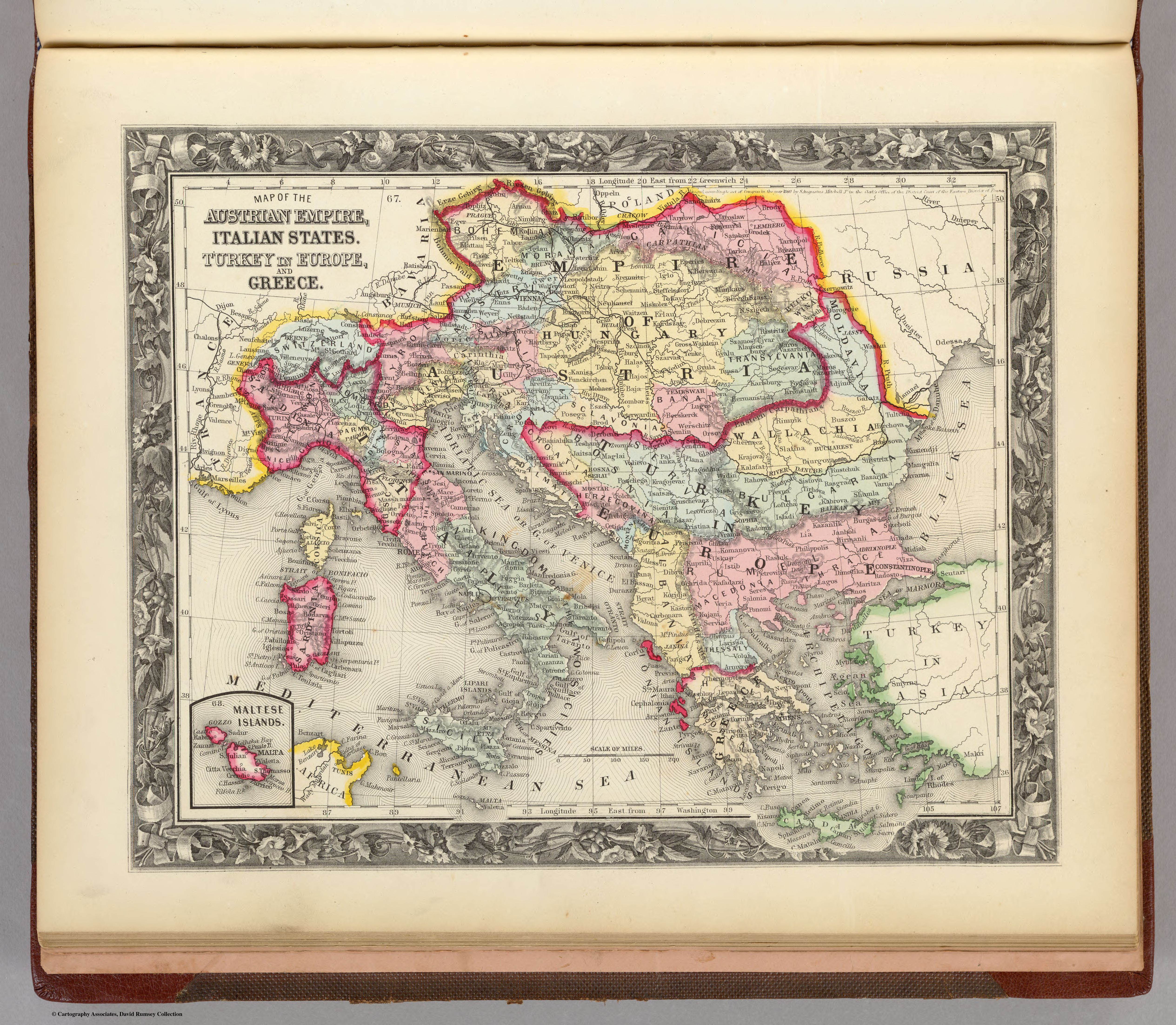
La suddivisione politica dell'Italia e dell'impero austriaco al termine della guerra

Durante il conflitto i governi e i monarchi di Parma, Modena, Toscana e il legato pontificio della Romagna avevano abbandonato le loro terre ed erano stati sostituiti con governi provvisori filo-sabaudi. Ma la pace di Zurigo prevedeva la restaurazione dei monarchi destituiti. Si ebbe così una situazione di stallo, nella quale il governo La Marmora temeva di annunciare l'annessione al Regno di Sardegna dei territori di fatto passati ai Savoia, né si attivava per far rispettare la pace di Zurigo. Per dirimere la questione, il 21 gennaio 1860, Il Re richiamò al potere Cavour.
Napoleone III, nel frattempo, faceva le seguenti proposte: annessione al Piemonte dei soli ducati di Parma e Modena, vicariato nelle Romagne, monarca sabaudo in Toscana, e cessione di Nizza e Savoia alla Francia. In caso di rifiuto piemontese, l'esercito di Napoleone III avrebbe abbandonato il Regno di Sardegna all'Austria. A Londra il governo inglese giudicò il piano francese «sovversivo dell'indipendenza italiana».
Incoraggiato dall'atteggiamento della Gran Bretagna, stabilita di fatto l'annessione di Parma, Modena e Romagna pontificia, Cavour con un plebiscito ottenne anche la Toscana (11-12 marzo 1860).
La viva irritazione della Francia convinse il Piemonte che quanto promesso e non mantenuto dall'alleanza sardo-francese, e cioè l'annessione dell'intero Lombardo-Veneto (mentre aveva ottenuto solo la Lombardia), poteva essere sostituito con l'annessione dei territori suddetti. Per cui il 24 marzo 1860 fu siglato il trattato di Torino con il quale il Regno di Sardegna, riconoscendo alla Francia quanto previsto dal trattato d'alleanza, le cedeva la regione della Savoia e la città di Nizza.
L'Austria si trovò così a perdere in Italia non solo la Lombardia, ma anche il sistema di ingerenze che le aveva assegnato il congresso di Vienna. Alle sue truppe era chiuso il passaggio verso lo stato pontificio e quello del Regno delle due Sicilie, stati verso i quali aveva fornito un deciso appoggio militare nei decenni precedenti. Ciò diede un impulso decisivo al Risorgimento che con la successiva spedizione dei Mille del maggio 1860 porterà a termine, nel marzo 1861, il processo di formazione del Regno d'Italia.

### In economia
La guerra ebbe anche un forte impatto sulle finanze degli stati coinvolti: nell'aprile del 1859 il Regno di Sardegna decise una sospensione temporanea dell'obbligo di convertibilità della banconota introducendo il corso forzoso per le banconote della Banca Nazionale negli Stati Sardi e della Banca di Savoia (estesovi il 14 maggio), ciò per consentire un prestito di 30 milioni di lire. La sospensione fu revocata solo il 29 ottobre.
Lo stesso mese di aprile anche l'Austria si vide obbligata a sospendere la conversione obbligatoria delle banconote della Banca di Vienna con un decreto imperiale emesso l'11 e pubblicato il 29 sulla Gazzetta di Vienna. Ciò per permettere un prestito di 134 milioni di fiorini, moneta che l'anno precedente era stata introdotta anche nel Lombardo-Veneto.

## Nella cultura di massa
Nel popolare romanzo Cuore di Edmondo De Amicis l'episodio de La piccola vedetta lombarda è ambientato durante la seconda guerra d'indipendenza "pochi giorni dopo la battaglia di Solferino". Nel contesto della seconda guerra d'indipendenza si sviluppano anche i romanzi storici Addio, vecchio Piemonte! e Ottocento di Salvator Gotta. Anche nel racconto Storia di donna Teodosia, di Ada Negri, della raccolta Stella mattutina, si fa riferimento alla guerra del 1859.